# 訃報 2022年10月
訃報 2022年10月（ふほう 2022ねん10がつ）では、2022年10月に物故し、もしくは物故が報じられた人物について記載する。

## 1日 - 15日

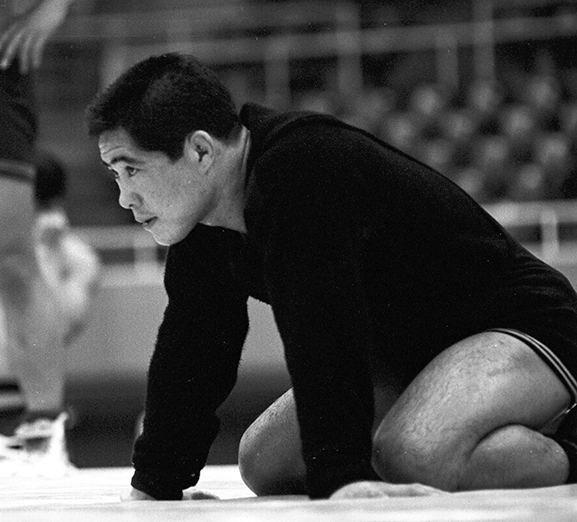
渡辺長武／10月1日没

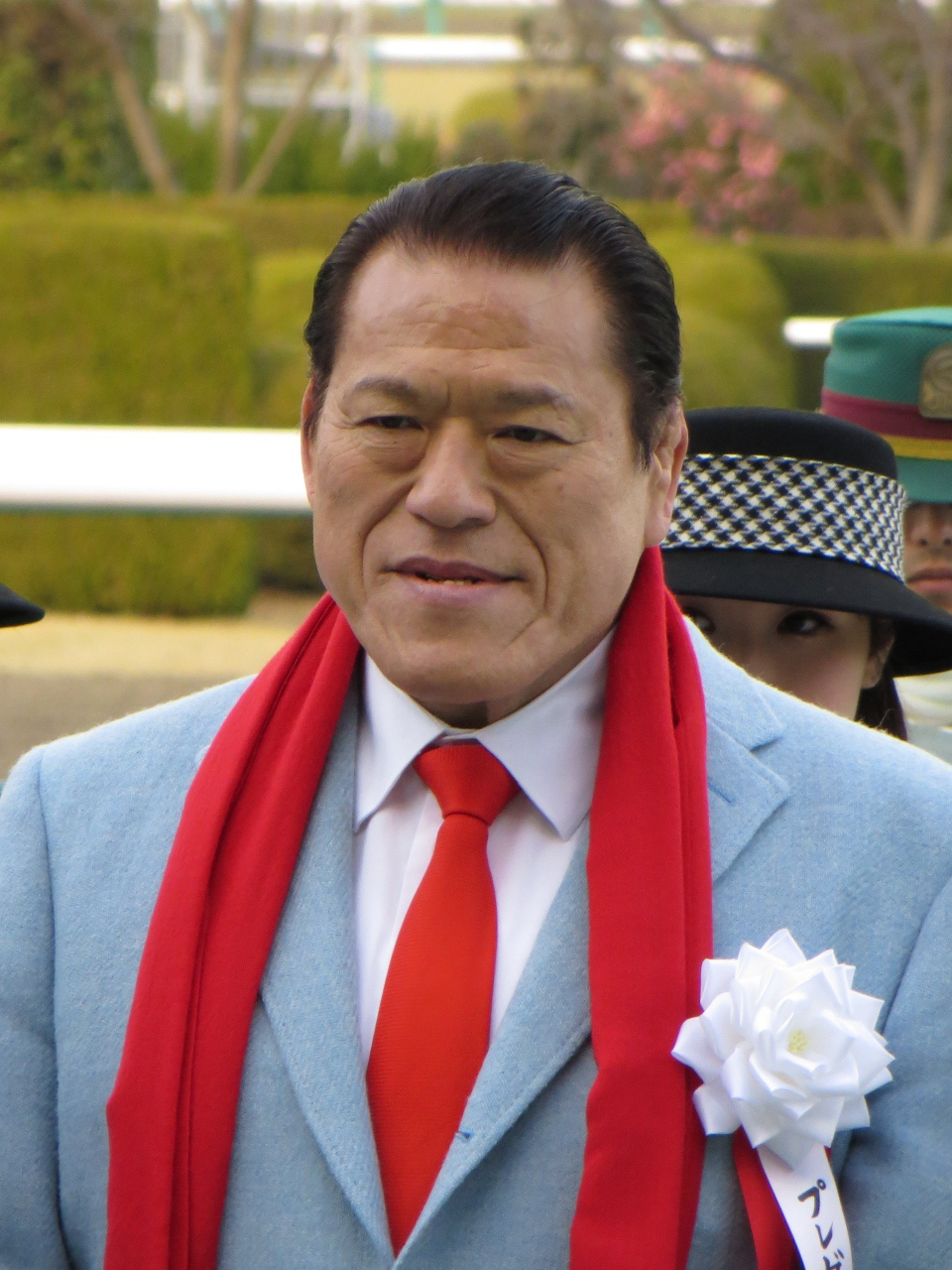
アントニオ猪木／10月1日没

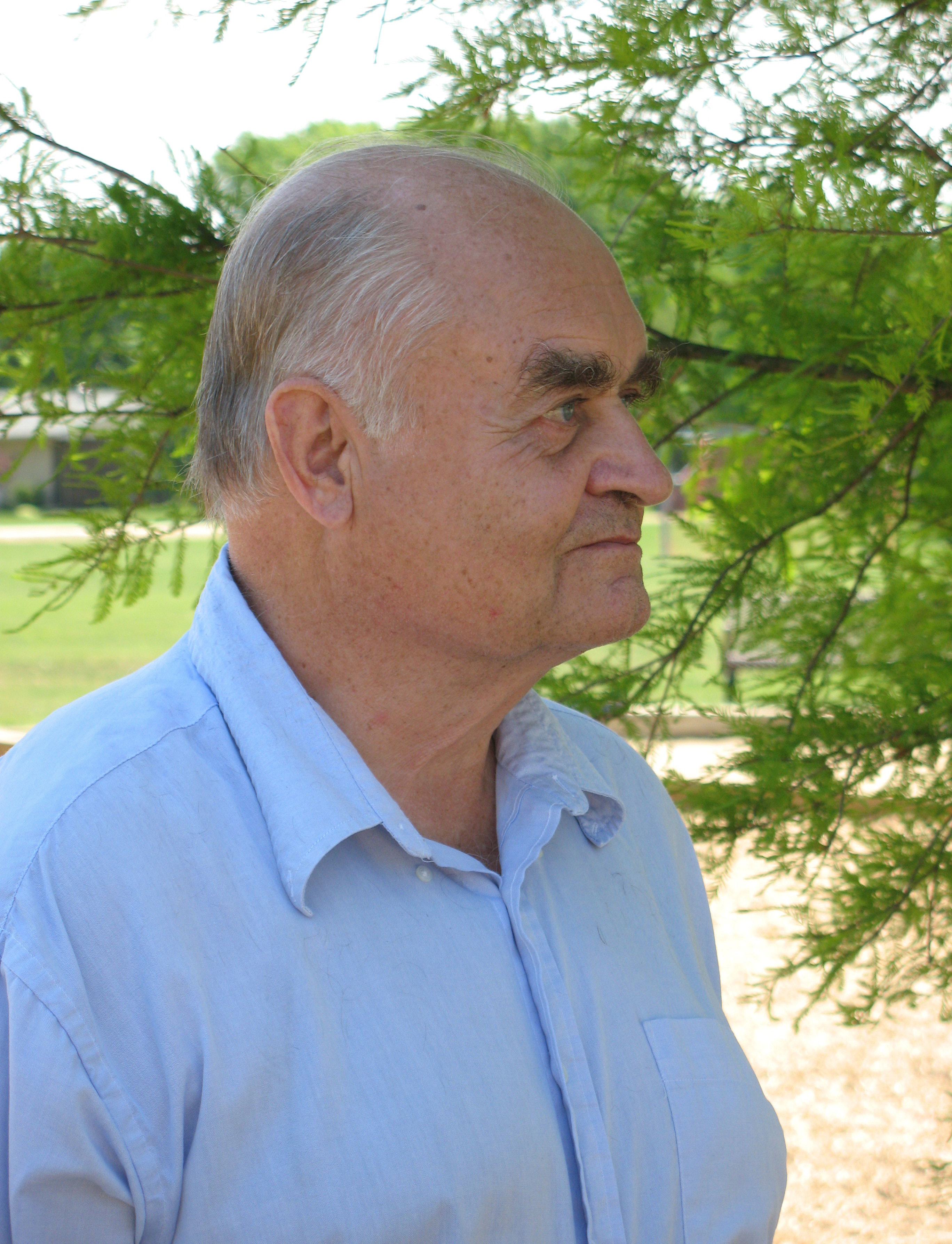
ヴォルフガング・ハーケン／10月2日没

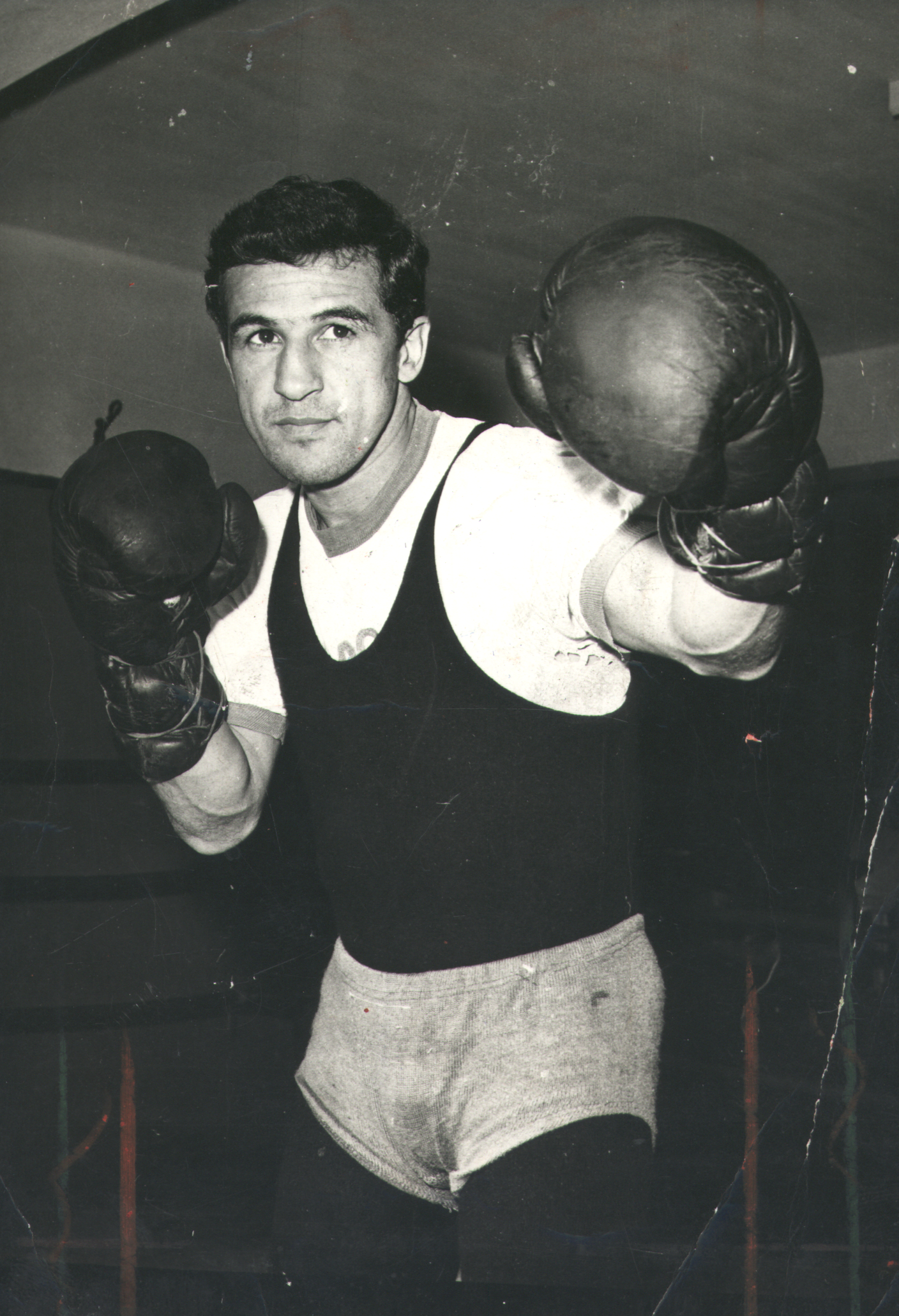
エデル・ジョフレ／10月2日没

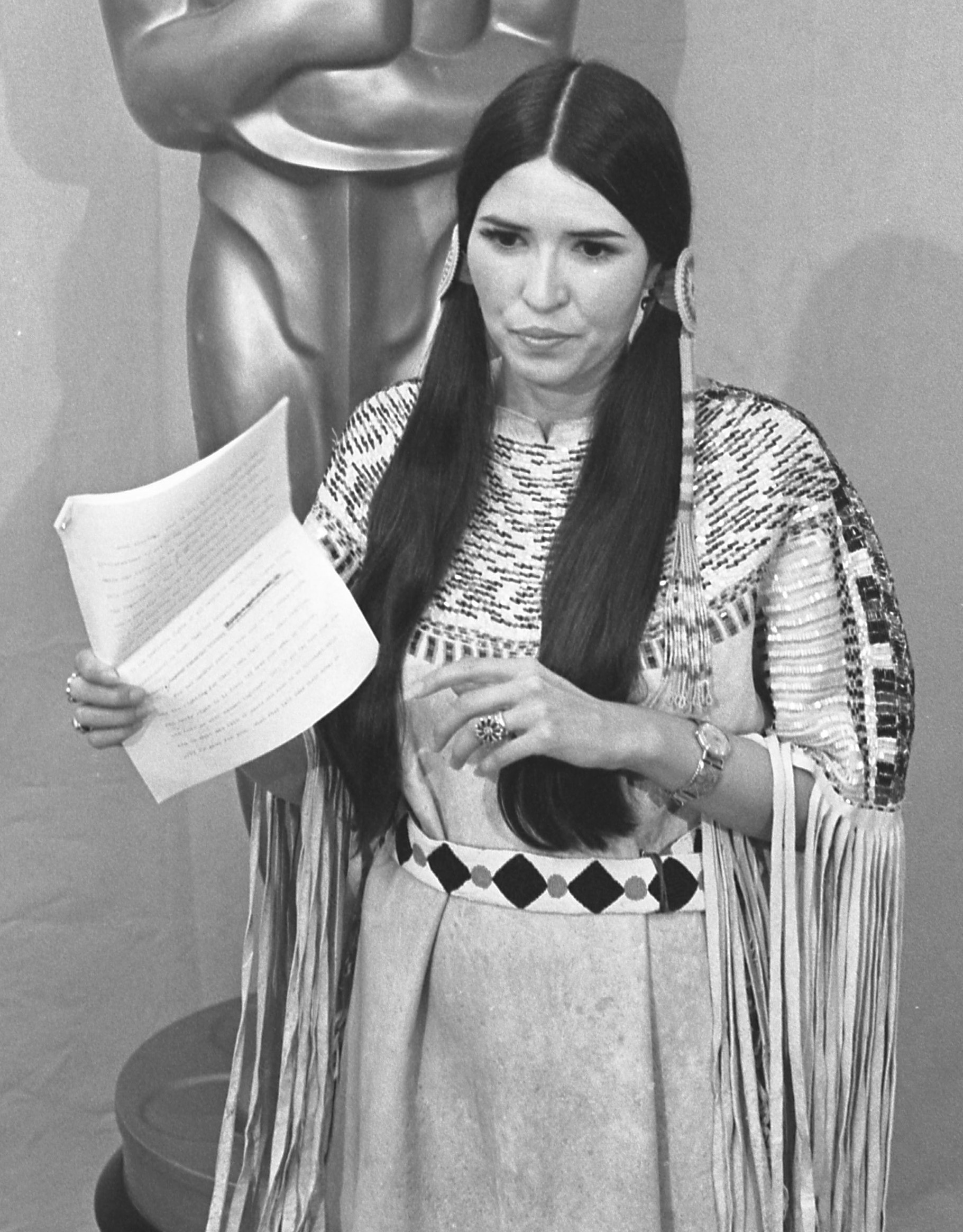
サチーン・リトルフェザー／10月2日没

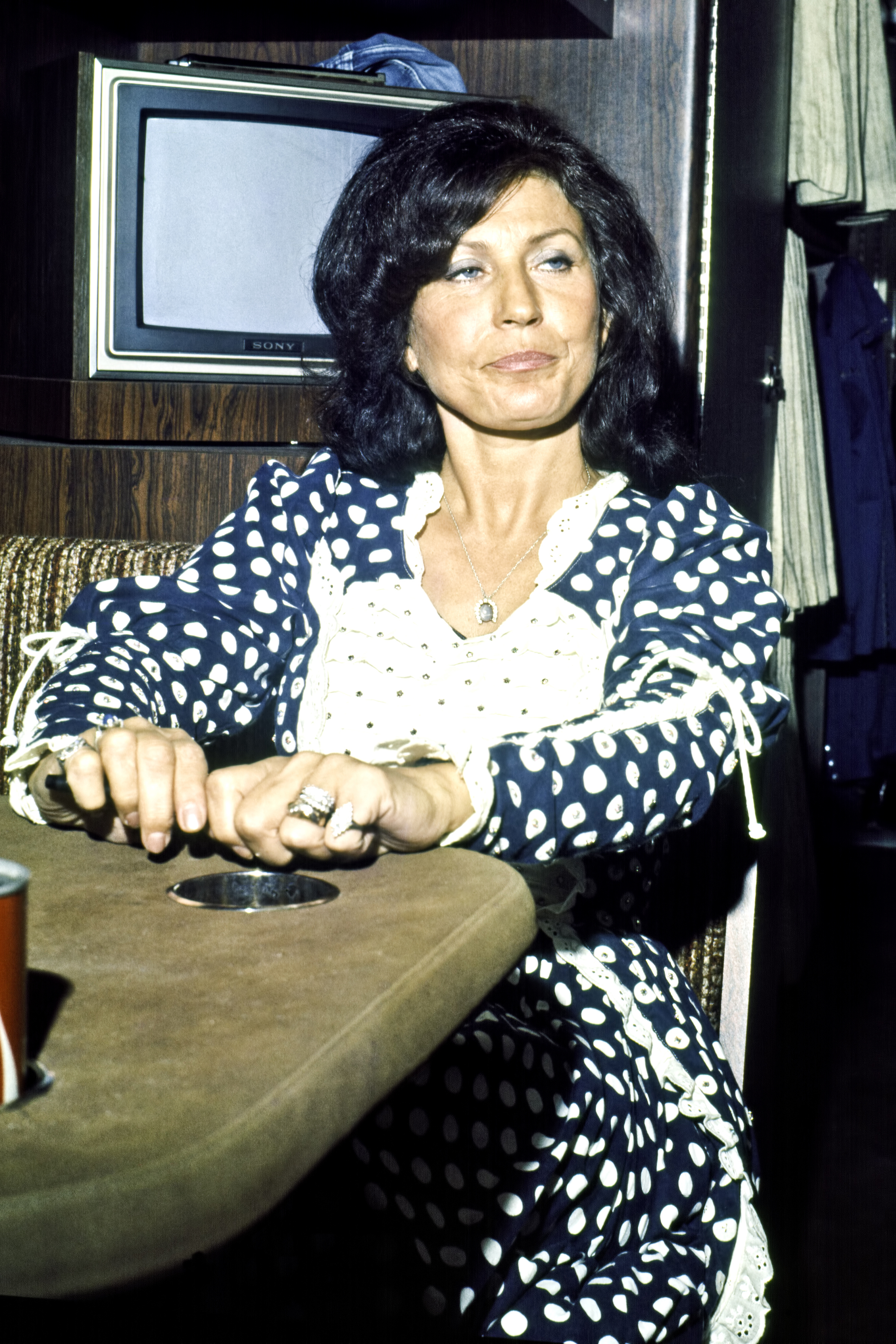
ロレッタ・リン／10月4日没

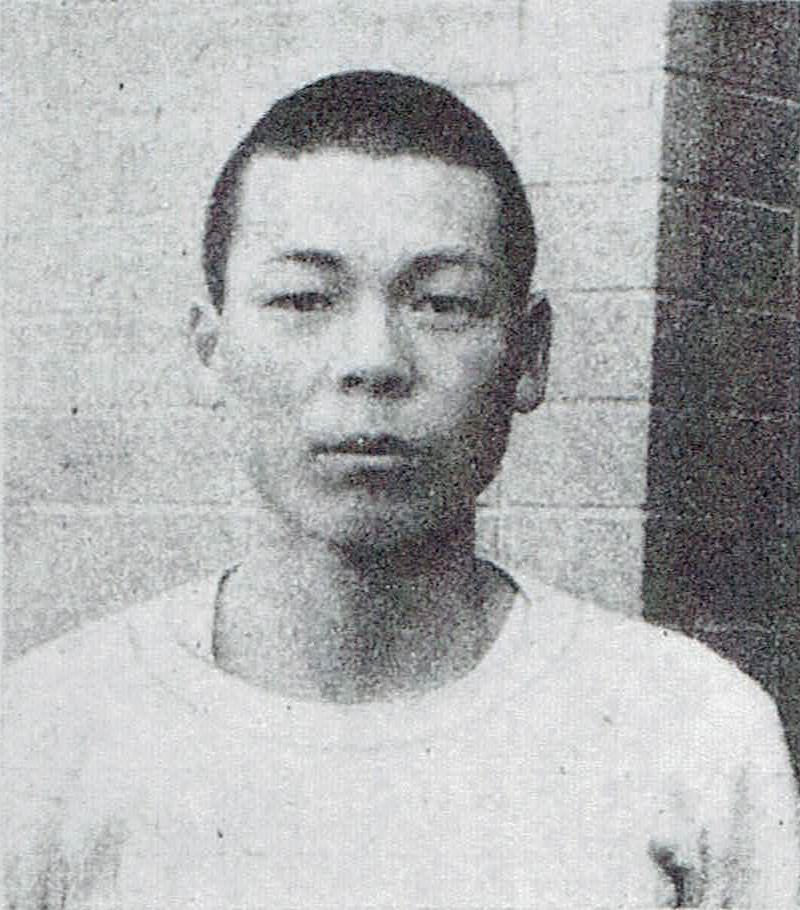
田中茂樹／10月4日没

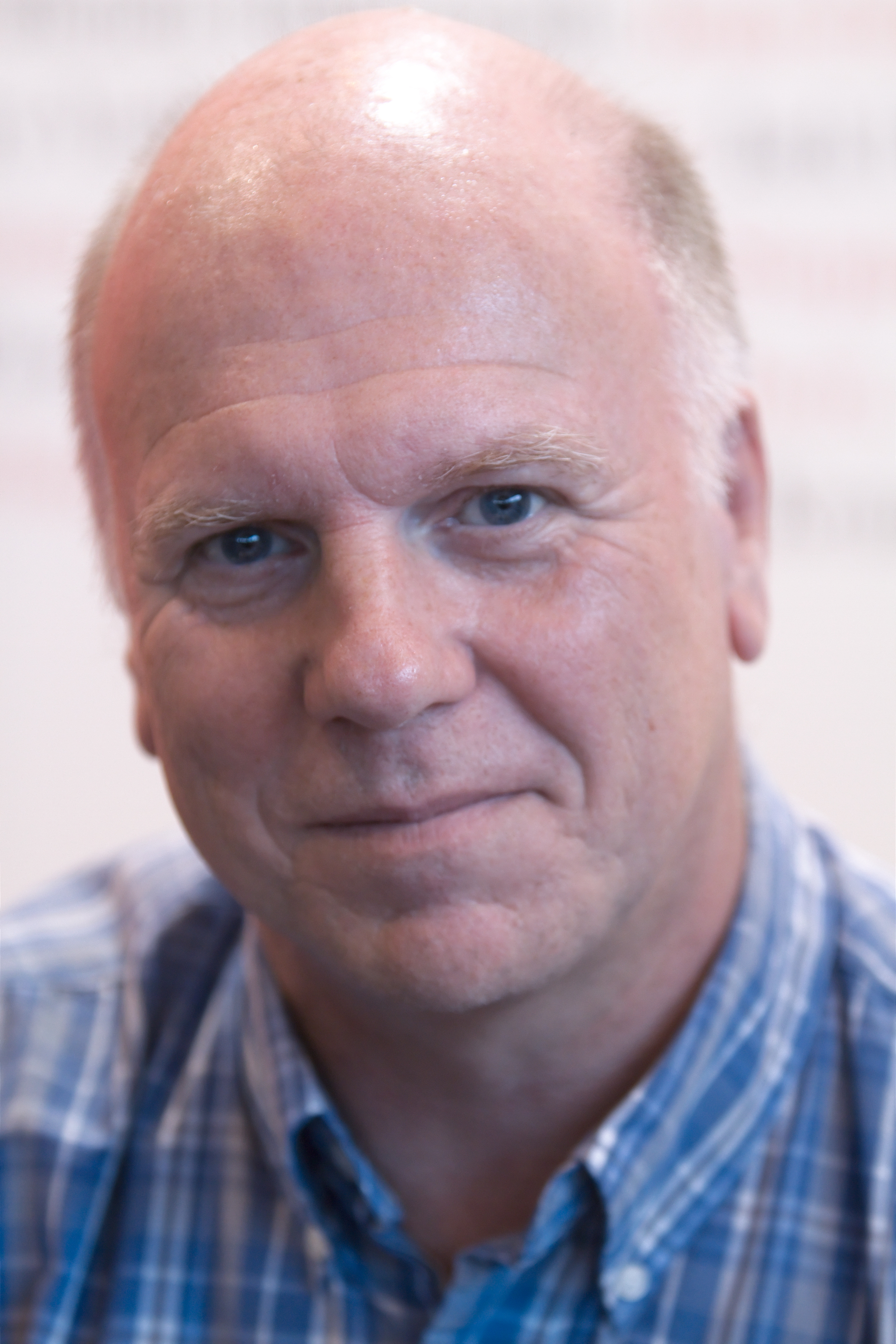
ピーター・ロビンスン／10月4日没

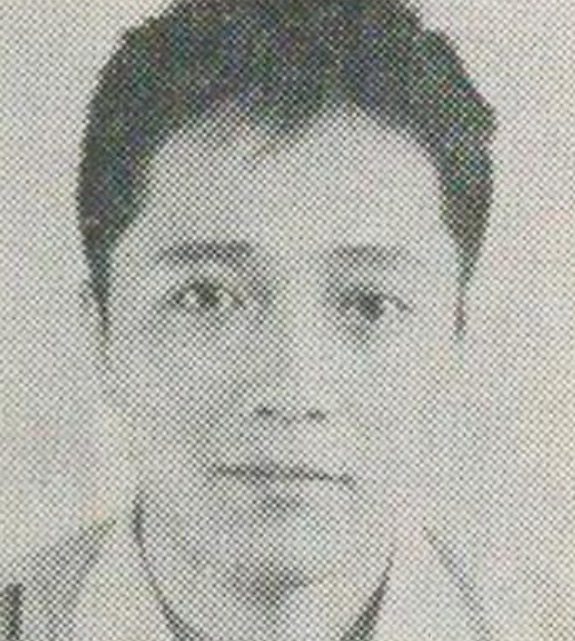
近石真介／10月5日没

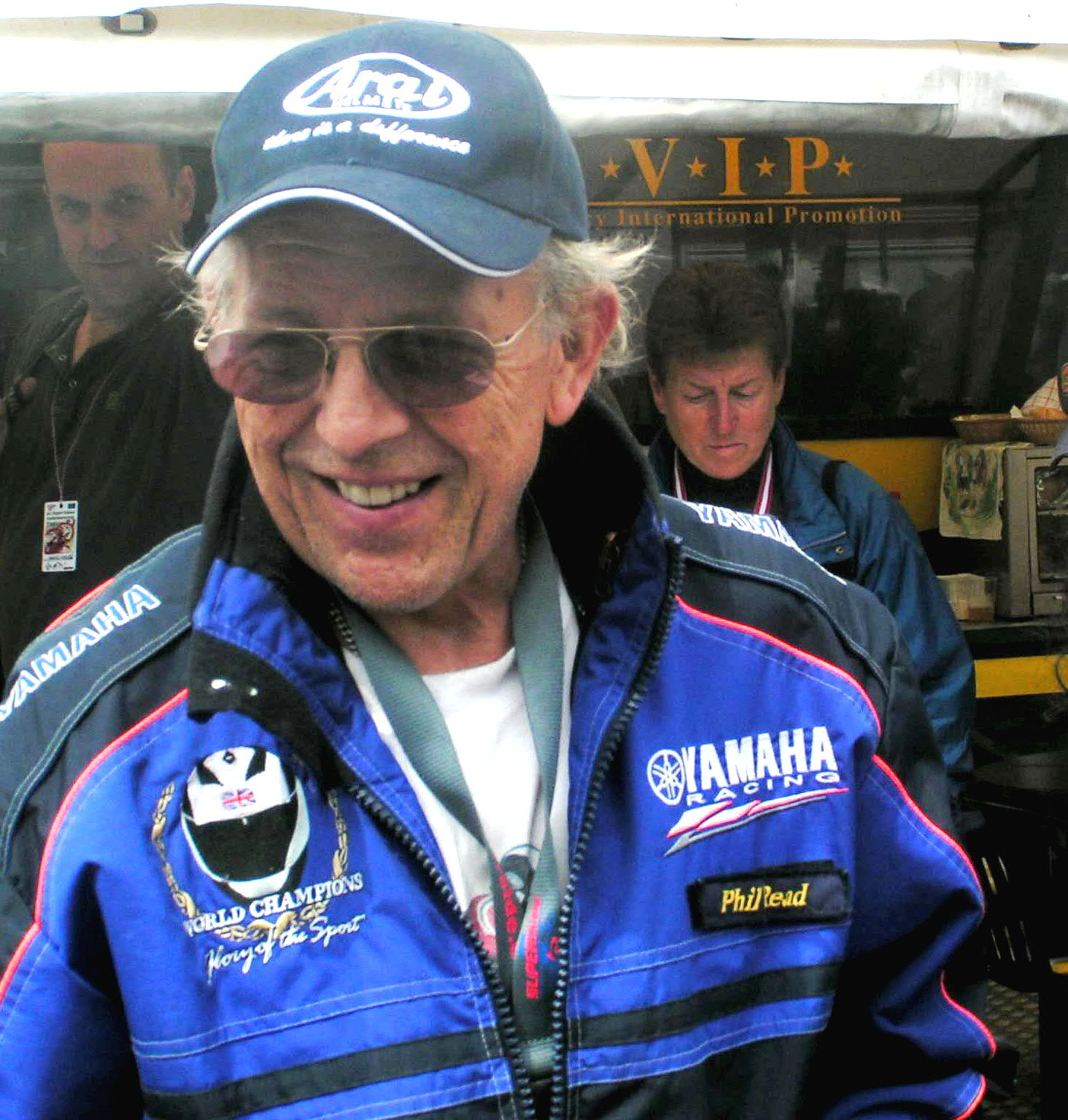
フィル・リード／10月6日没

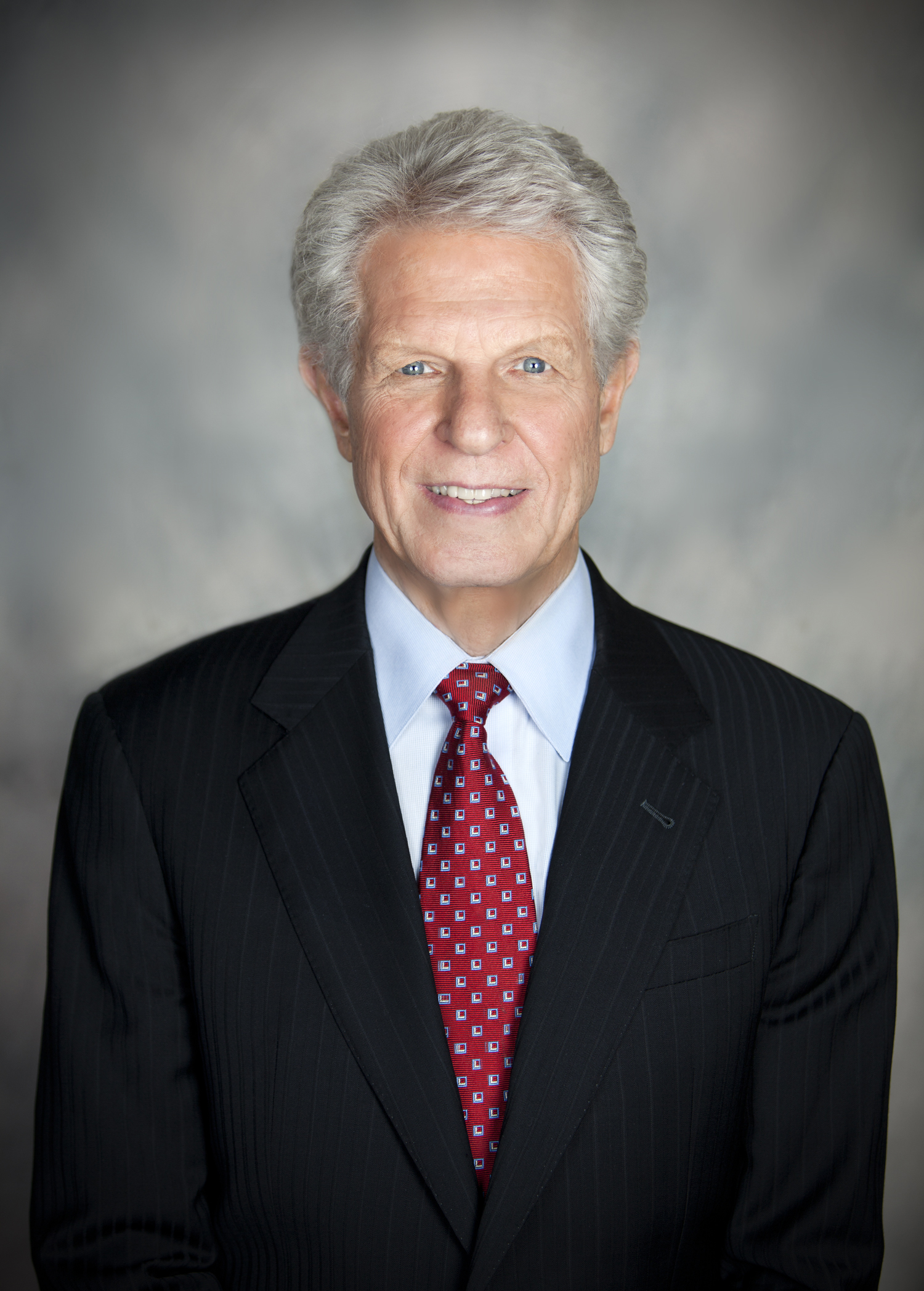
アル・ライズ／10月7日没

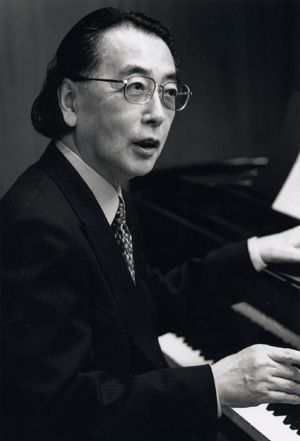
一柳慧／10月7日没

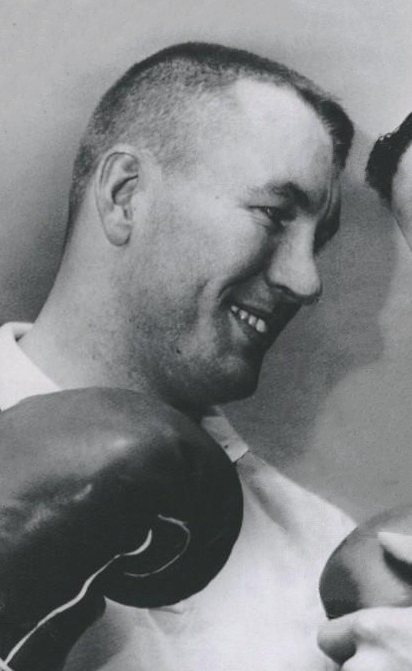
ビル・ニーダー／10月7日没

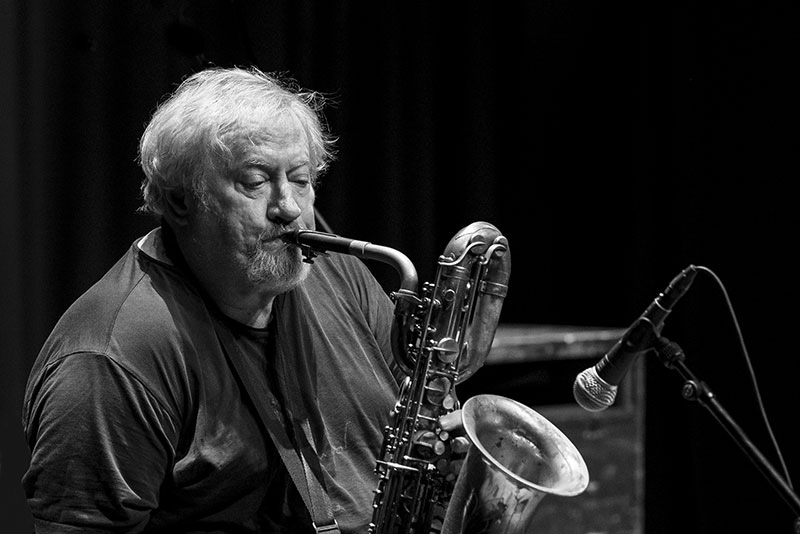
ロニー・キューバー／10月7日没

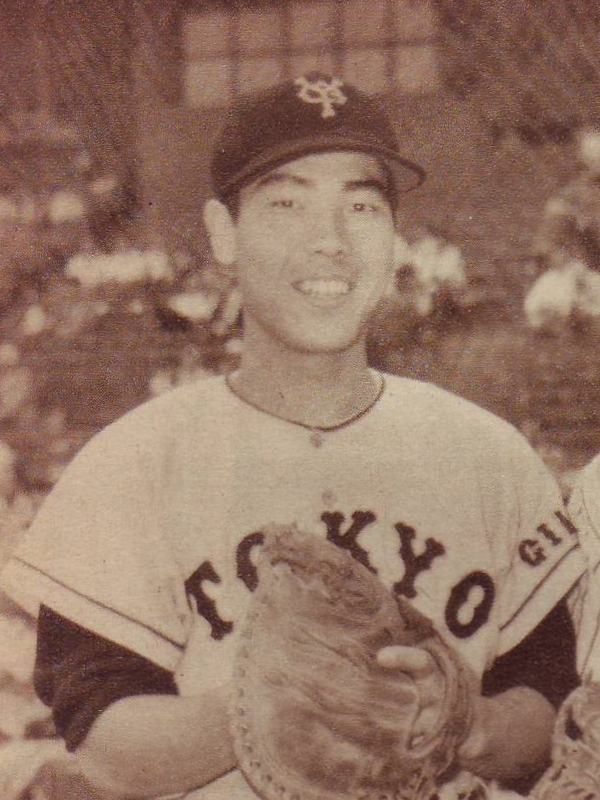
藤尾茂／10月8日没

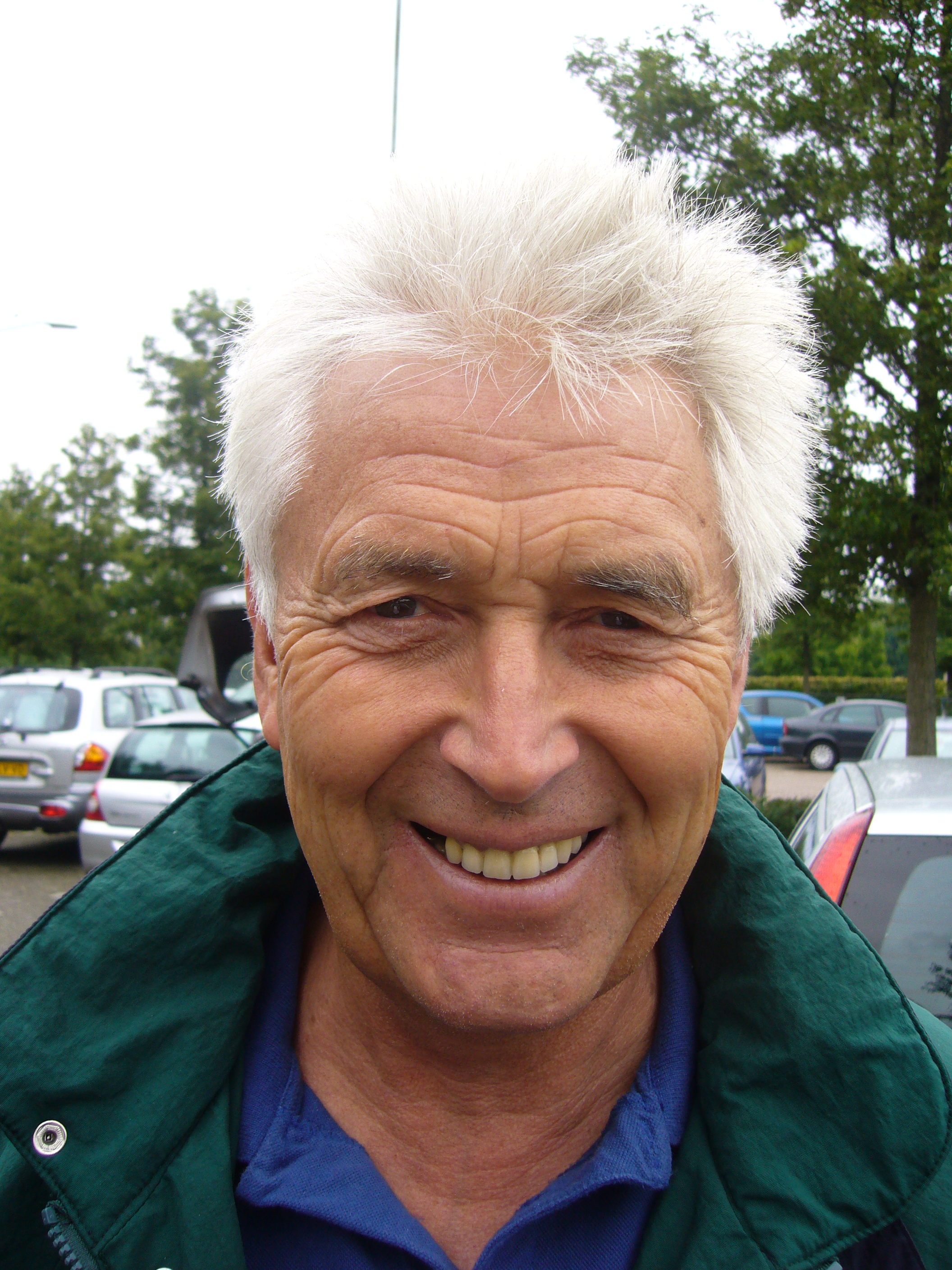
ヘルベン・カルステンス／10月8日没

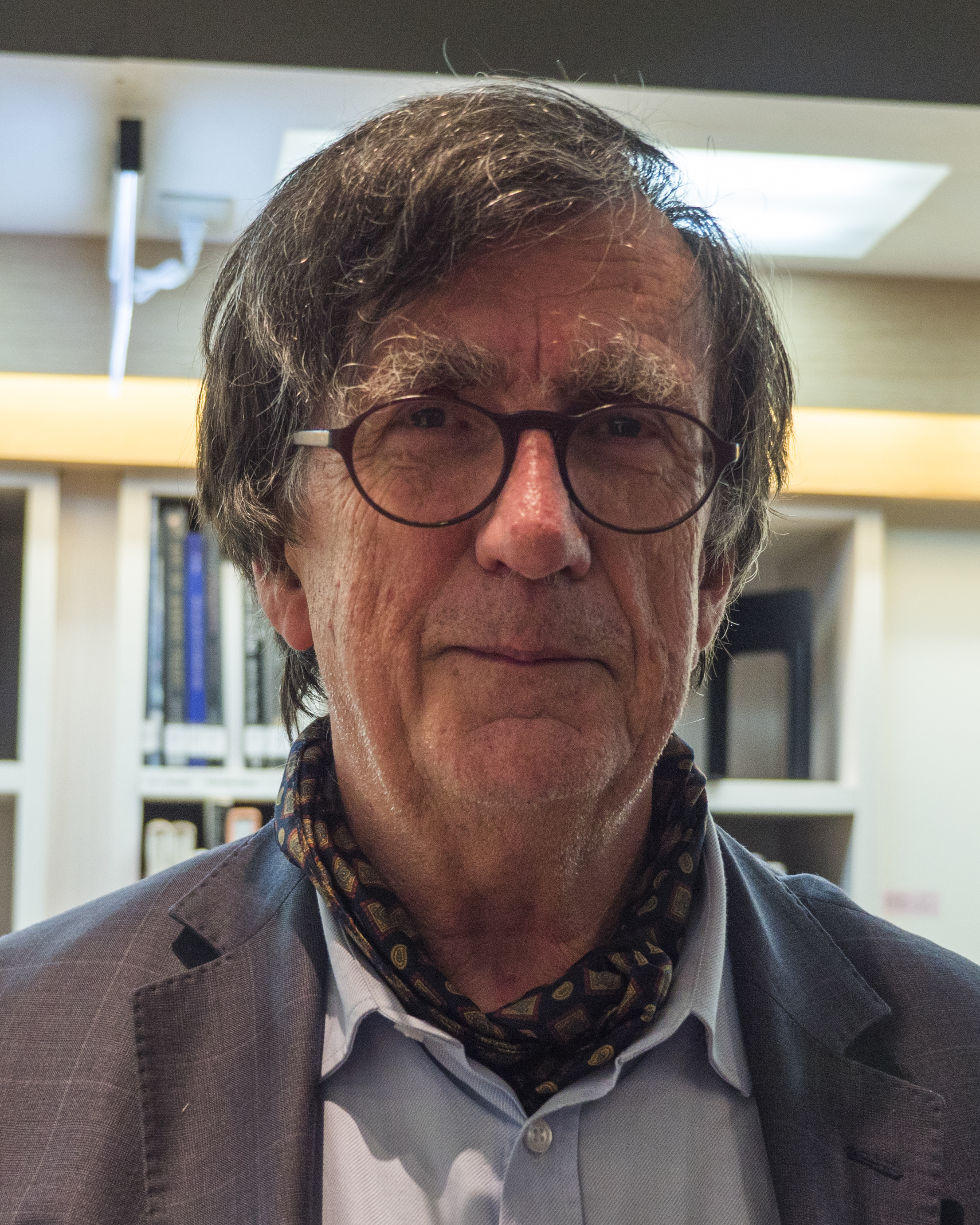
ブルーノ・ラトゥール／10月9日没

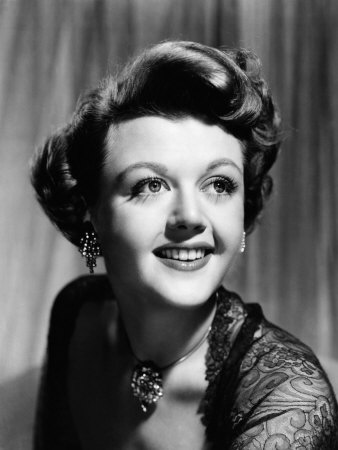
アンジェラ・ランズベリー／10月11日没

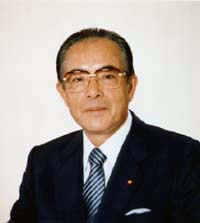
松永光／10月11日没

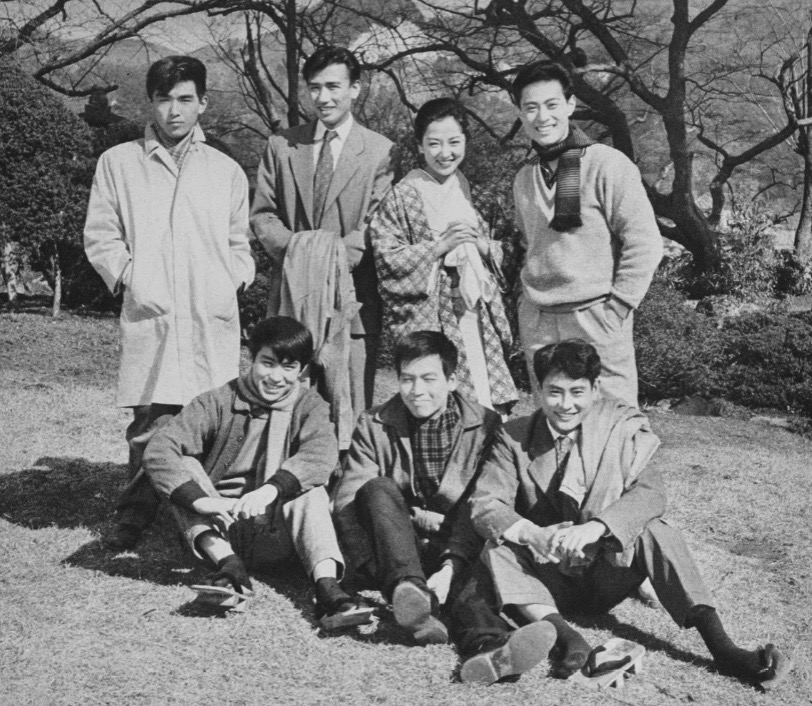
山本豊三（前列左）／10月11日没

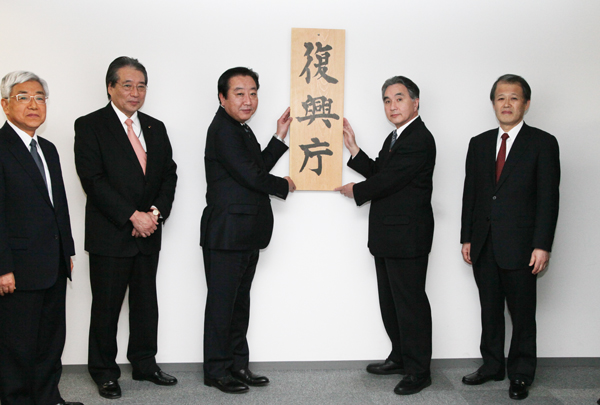
峰久幸義（一番左）／10月11日没

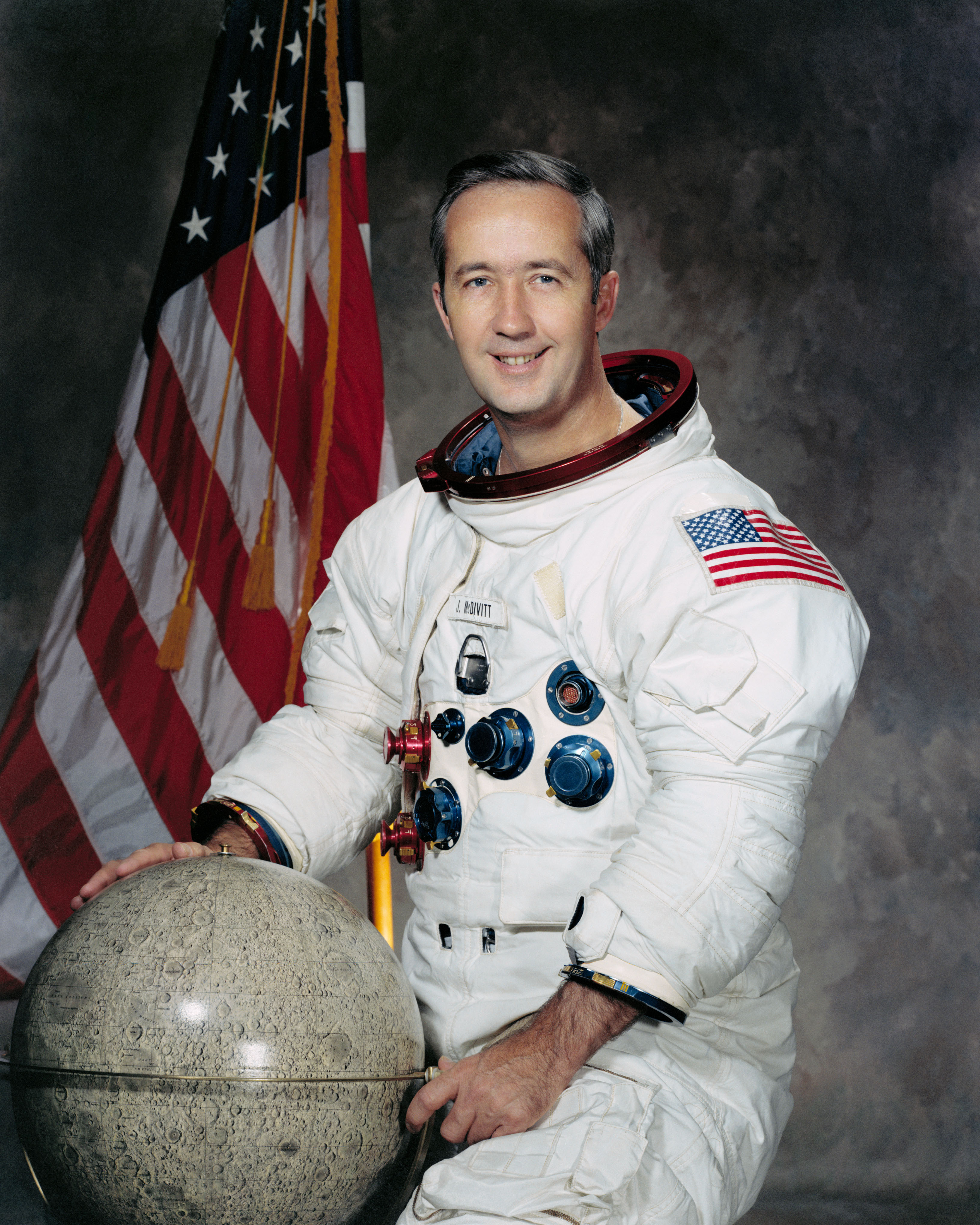
ジェームズ・マクディビット／10月13日没

ブルース・スーター／10月13日没

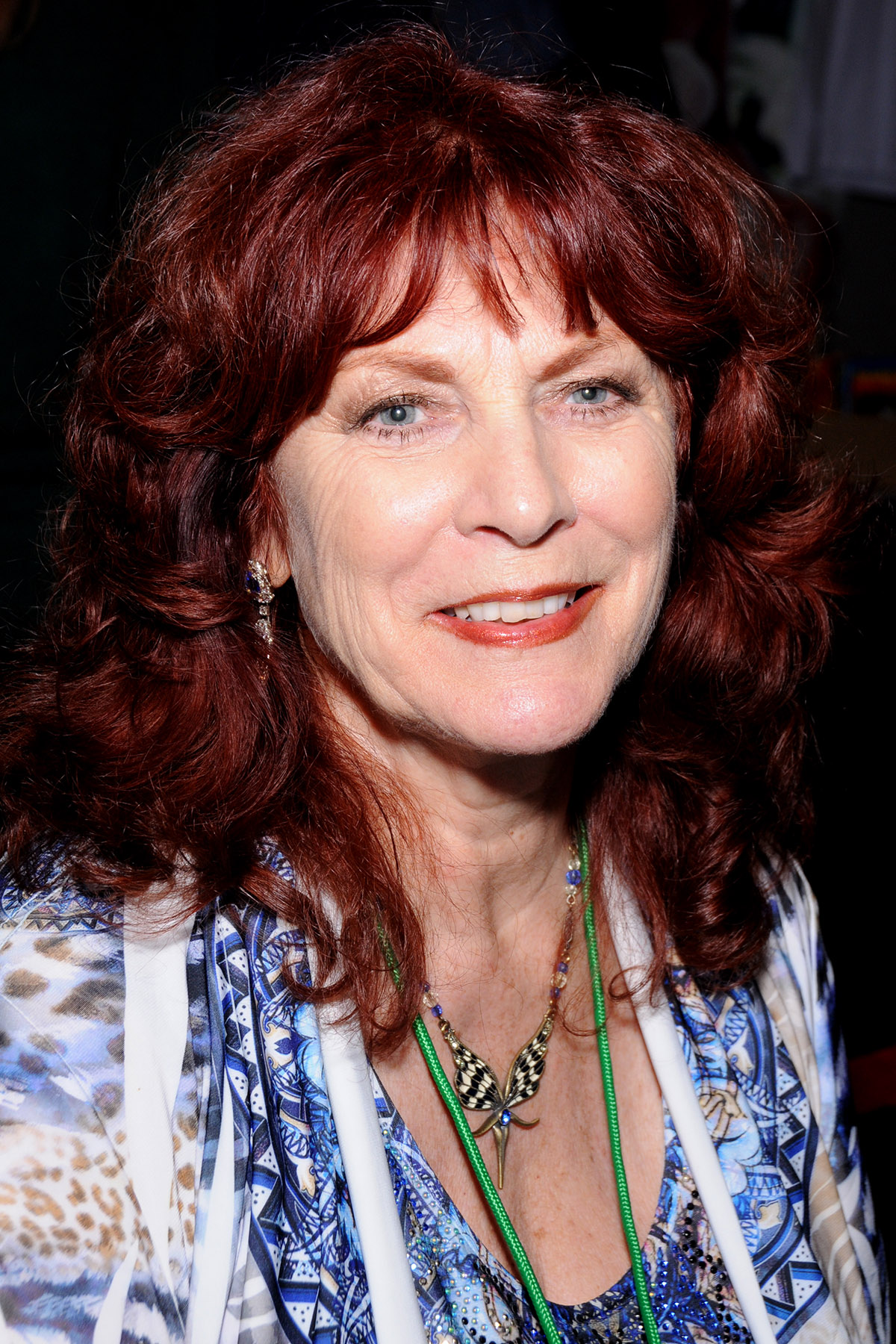
ケイ・パーカー／10月14日没

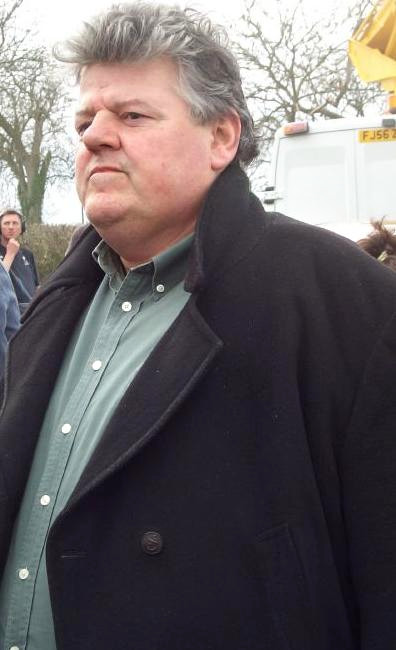
ロビー・コルトレーン／10月14日没

- 10月1日 - 花井幸子、日本のファッションデザイナー（* 1937年）[1]
- 10月1日 - 渡辺長武、日本のレスリング選手、1964年東京オリンピックレスリングフリースタイルフェザー級金メダリスト（* 1940年）[2][3]
- 10月1日 - アントニオ猪木、日本のプロレスラー【日本プロレス・東京プロレス・新日本プロレス所属】、政治家、実業家、元参議院議員、第2代日本を元気にする会代表、第2代スポーツ平和党代表（* 1943年）[4]
- 10月1日 - アンヘル・カサス（英語版）、スペインのジャーナリスト、テレビ番組司会者、作家（* 1946年）[5]
- 10月2日 - ヴォルフガング・ハーケン、ドイツ出身のアメリカ合衆国の数学者（* 1928年）[6]
- 10月2日 - 海野洋司（wikidata）、日本の作詞家、脚本家（* 1932年）[7]
- 10月2日 - ダグラス・カークランド（英語版）、カナダ出身の、アメリカ合衆国の写真家（* 1934年）[8]
- 10月2日 - 槻橋民普、日本の実業家、元日本曹達社長（* 1934年?）[9]
- 10月2日 - 小松彦三郎、日本の数学者、東京大学名誉教授（* 1935年）[10]
- 10月2日 - エデル・ジョフレ、ブラジルの元プロボクサー、元世界バンタム級・元WBC世界フェザー級王者（* 1936年）[11]
- 10月2日 - 菅原勉、日本の音声学者、上智大学名誉教授（* 1940年）[12]
- 10月2日 - シャーリー・エングルホーン、アメリカ合衆国の元女子プロゴルファー（* 1940年）[13]
- 10月2日 - サチーン・リトルフェザー、アメリカ合衆国の女優、人権活動家（* 1946年）[14]
- 10月2日 - かざま鋭二、日本の漫画家（* 1947年）[15]
- 10月2日 - イーモン・マッケイブ（英語版）、イギリスの写真家（* 1948年）[16]
- 10月2日 - 津原泰水、日本の小説家（* 1964年）[17]
- 10月3日 - イアン・ハミルトン（英語版）、スコットランドの法律家、スコットランド独立運動家、1950年スクーンの石奪還事件首謀者の1人（* 1925年）[18]
- 10月3日 - イェジー・ウルバン（ポーランド語版）、ポーランドのジャーナリスト、コラムニスト、風刺作家、作家、政治家、円卓会議共産政権側広報担当（* 1933年）[19]
- 10月3日 - チャールズ・フラー（英語版）、アメリカ合衆国の脚本家、劇作家（* 1939年）[20]
- 10月3日 - 石蔵文信、日本の医学者、医師、循環器科専門医、心療内科医（* 1955年）[21]
- 10月3日 - 川井康弘、日本の俳優（* 1967年）[22]
- 10月3日 - キム・ジョンギ（朝鮮語版）、韓国のイラストレーター（* 1975年）[23]
- 10月4日 - 金政泰弘、日本の細菌学者、岡山大学名誉教授（* 1926年）[24]
- 10月4日 - 金東吉、韓国の詩人、政治家（* 1928年）[25]
- 10月4日 - ギュンター・ランプレヒト（英語版）、ドイツの俳優（* 1930年）[26]
- 10月4日 - 田中茂樹、日本の元マラソン選手、1951年ボストンマラソン優勝者（* 1931年）[27]
- 10月4日 - ロレッタ・リン、アメリカ合衆国のカントリー・ミュージックシンガーソングライター（* 1932年）[28]
- 10月4日 - デイヴ・ドライデン（英語版）、カナダの元アイスホッケー選手【バッファロー・セイバーズ、エドモントン・オイラーズなどに所属】、ケン・ドライデンの実兄（* 1941年）[29]
- 10月4日 - ピーター・ロビンスン、イギリス出身のカナダの推理作家（* 1950年）[30]
- 10月5日 - 近石真介、日本の俳優、声優（* 1931年）[31]
- 10月5日 - ヴォルフガング・コールハーゼ（英語版）、ドイツの脚本家、映画監督（* 1931年）[32]
- 10月5日 - 上村好男、日本の市民運動家、水俣病互助会会長（* 1934年）[33]
- 10月5日 - 桑原秀郎、日本のテレビプロデューサー（* 1935年）[34]
- 10月5日 - 李怡（中国語版）、香港の評論家（* 1936年）[35]
- 10月5日 - レニー・リプトン（英語版）、アメリカ合衆国の詩人、作詞家（* 1940年）[36]
- 10月5日 - 草田草太、日本のイラストレーター（* 1993年）[37]
- 10月6日 - 西山進、日本の漫画家（* 1928年）[38]
- 10月6日 - 長澤俊彦、日本の医学者、杏林大学元学長・名誉教授・名誉学長（* 1931年）[39]
- 10月6日 - フィル・リード、イングランドの元オートバイレーサー（* 1939年）[40]
- 10月6日 - ジョディ・ミラー（英語版）、アメリカ合衆国のカントリー・ミュージックシンガー（* 1941年）[41]
- 10月6日 - ジャン・ピエロ・ヴェントローネ（英語版）、イタリアのサッカーフィジカルコーチ（* 1960年）[42]
- 10月6日 - サラ・リー（英語版）、アメリカ合衆国の女子プロレスラー（* 1992年）[43]
- 10月7日 - アート・ラボー（英語版）、アメリカ合衆国のディスクジョッキー（* 1925年）[44]
- 10月7日 - アル・ライズ、アメリカ合衆国のマーケティング戦略家（* 1926年）[45]
- 10月7日 - オースティン・ストーカー（英語版）、アメリカ合衆国の俳優（* 1930年）[46]
- 10月7日 - 新藤凉子、日本の詩人（* 1932年）[47]
- 10月7日 - 一柳慧、日本の作曲家、神奈川芸術文化財団芸術総監督（* 1933年）[48]
- 10月7日 - ビル・ニーダー、アメリカ合衆国の元陸上競技選手、1960年ローマオリンピック砲丸投金メダリスト（* 1933年）[49]
- 10月7日 - 大野徹、日本のビルマ語学者、大阪外国語大学名誉教授（* 1935年）[50]
- 10月7日 - ロニー・キューバー、アメリカ合衆国のジャズサクソフォン奏者（* 1941年）[51]
- 10月7日 - 中村敬子、日本のコンサートプロデューサー（* 1946年?）[52]
- 10月7日 - 倉内均、日本のテレビプロデューサー・ディレクター、映画監督、実業家、アマゾンラテルナ創業者・会長（* 1949年）[53]
- 10月8日 - 藤尾茂、日本の元プロ野球選手【読売ジャイアンツ所属】（* 1934年）[54]
- 10月8日 - 古市泰宏、日本の分子生物学研究者、薬学博士、新潟薬科大学客員教授（* 1940年）[55]
- 10月8日 - 大嶋章禎、日本の実業家、アライドテレシスホールディングス社長（* 1940年）[56]
- 10月8日 - 和田肇、日本の実業家、前作品社社長（* 1941年?）[57]
- 10月8日 - ヘルベン・カルステンス、オランダの元自転車競技選手（* 1942年）[58]
- 10月8日 - ピーター・トービン、スコットランドのシリアルキラー、服役囚（* 1946年）[59]
- 10月8日 - 大久保敏三、日本の実業家、元丸広百貨店社長（* 1946年?）[60]
- 10月8日 - 松原千明、日本の女優、タレント（* 1958年）[61]
- 10月9日 - ジュゼップ・ソレール・イ・サルダ（英語版）、スペインの作曲家、作家、音楽理論家（* 1935年）[62]
- 10月9日 - ブルーノ・ラトゥール、フランスの哲学者、人類学者、社会学者（* 1947年）[63]
- 10月9日 - ニッキ・フィンケ（英語版）、アメリカ合衆国のジャーナリスト、ブロガー、Deadline.com設立者（* 1953年）[64]
- 10月9日 - チャック・ディアドルフ（英語版）、アメリカ合衆国のジャズミュージシャン（* 1954年）[65]
- 10月9日 - 柴田保光、日本の元プロ野球選手【西武ライオンズ、日本ハムファイターズ所属】（* 1957年）[66]
- 10月10日 - 阿部市次、日本の元旧国鉄職員、松川事件元被告（* 1923年?）[67]
- 10月10日 - アニタ・カー（英語版）、アメリカ合衆国の歌手（* 1927年）[68]
- 10月10日 - クラウス・クリッペンドルフ、ドイツ出身のアメリカ合衆国のコミュニケーション学者、サイバネティックス研究者、社会科学者（* 1932年）[69]
- 10月10日 - マイケル・カラン（英語版）、アメリカ合衆国の俳優（* 1935年）[70]
- 10月10日 - 原毅、日本の実業家、元日本道路社長（* 1937年）[71]
- 10月11日 - アンジェラ・ランズベリー、イギリス出身の女優（* 1925年）[72]
- 10月11日 - 松永光、日本の政治家、弁護士、元自由民主党衆議院議員、第106代文部大臣、第50代通商産業大臣、第104代大蔵大臣（* 1928年）[73]
- 10月11日 - 前田耕作、日本のアジア文化研究者、和光大学名誉教授（* 1933年）[74]
- 10月11日 - 飯塚剛司、日本の実業家、サイボー会長（* 1934年）[75]
- 10月11日 - 大浦溥、日本の実業家、元アドバンテスト社長（* 1934年）[76]
- 10月11日 - 山本豊三、日本の俳優（* 1940年）[77]
- 10月11日 - 峰久幸義、日本の行政官、元国土交通事務次官、元復興庁事務次官（* 1949年）[78]
- 10月11日 - ウィリー・スペンス（英語版）、アメリカ合衆国の歌手、アメリカン・アイドル第19シーズン準優勝者（* 1999年）[79]
- 10月12日 - ラルフ・ピアソン（英語版）、アメリカ合衆国の化学者（* 1919年）[80]
- 10月12日 - 大木英夫、日本の神学者、東京神学大学名誉教授（* 1928年）[81]
- 10月12日 - 川村清、日本の統計物理学者、慶應義塾大学名誉教授（* 1939年）[82]
- 10月12日 - ルーシャス・ジャクソン、アメリカ合衆国の元バスケットボール選手、1964年東京オリンピック金メダリスト（* 1941年）[83]
- 10月12日 - ベルナルド・アダム＝フェレーロ（英語版）、スペインの作曲家、指揮者、音楽学者（* 1942年）[84]
- 10月12日 - 中根猛、日本の外交官、在ウィーン国際機関日本政府代表部大使、在ドイツ特命全権大使（* 1949年）[85]
- 10月12日 - ニコライ・ペトルニン（英語版）、ロシアの政治家、国家院議員（* 1976年）[86]
- 10月12日 - 北村克哉、日本のボディービルダー、アマチュアレスリング選手、YouTuber、総合格闘家、プロレスラー【新日本プロレス所属】（* 1985年）[87]
- 10月13日 - ハルボル・ナース、ノルウェーの元スキージャンプ選手（* 1927年）[88]
- 10月13日 - ジェームズ・マクディビット、アメリカ合衆国の宇宙飛行士（* 1929年）[89]
- 10月13日 - 酒井清人、日本の実業家、球団経営者、元ヤクルトスワローズ球団社長（* 1936年）[90]
- 10月13日 - 星野誉夫、日本の日本経済史研究者、武蔵大学名誉教授（* 1937年?）[91]
- 10月13日 - 天坂春敏、日本の実業家、時事通信社元取締役（* 1947年）[92]
- 10月13日 - 島田俊平、日本の実業家、石屋製菓元社長（* 1948年）[93]
- 10月13日 - ブルース・スーター、アメリカ合衆国の元MLB選手、アメリカ野球殿堂【シカゴ・カブス、セントルイス・カージナルスなどに所属】（* 1953年）[94]
- 10月13日 - ベン・スティーヴンス、アメリカ合衆国の政治家、元アラスカ州議会議長（* 1959年）[95]
- 10月14日 - 万波誠、日本の医師（* 1940年）[96]
- 10月14日 - バーナード・クローネ、ドイツの起業家、クローネ創設者（* 1940年?）[97]
- 10月14日 - ケイ・パーカー、イギリスの元ポルノ女優、作家（* 1944年）[98]
- 10月14日 - ロビー・コルトレーン、イギリスの俳優（* 1950年）[99]
- 10月14日 - ジャン・ラブソン（英語版）、アメリカ合衆国の俳優、声優（* 1954年）[100]
- 10月15日 - ノエル・ドゥガン（英語版）、アイルランドのミュージシャン、元クラナドメンバー（* 1949年）[101]
- 10月15日 - ジョイス・シムズ（英語版）、アメリカ合衆国のR&Bシンガー（* 1959年）[102]
- 10月15日 - マーティ・サモン（英語版）、アメリカ合衆国のブルースピアニスト（* 1977年）[103]

## 16日 - 31日

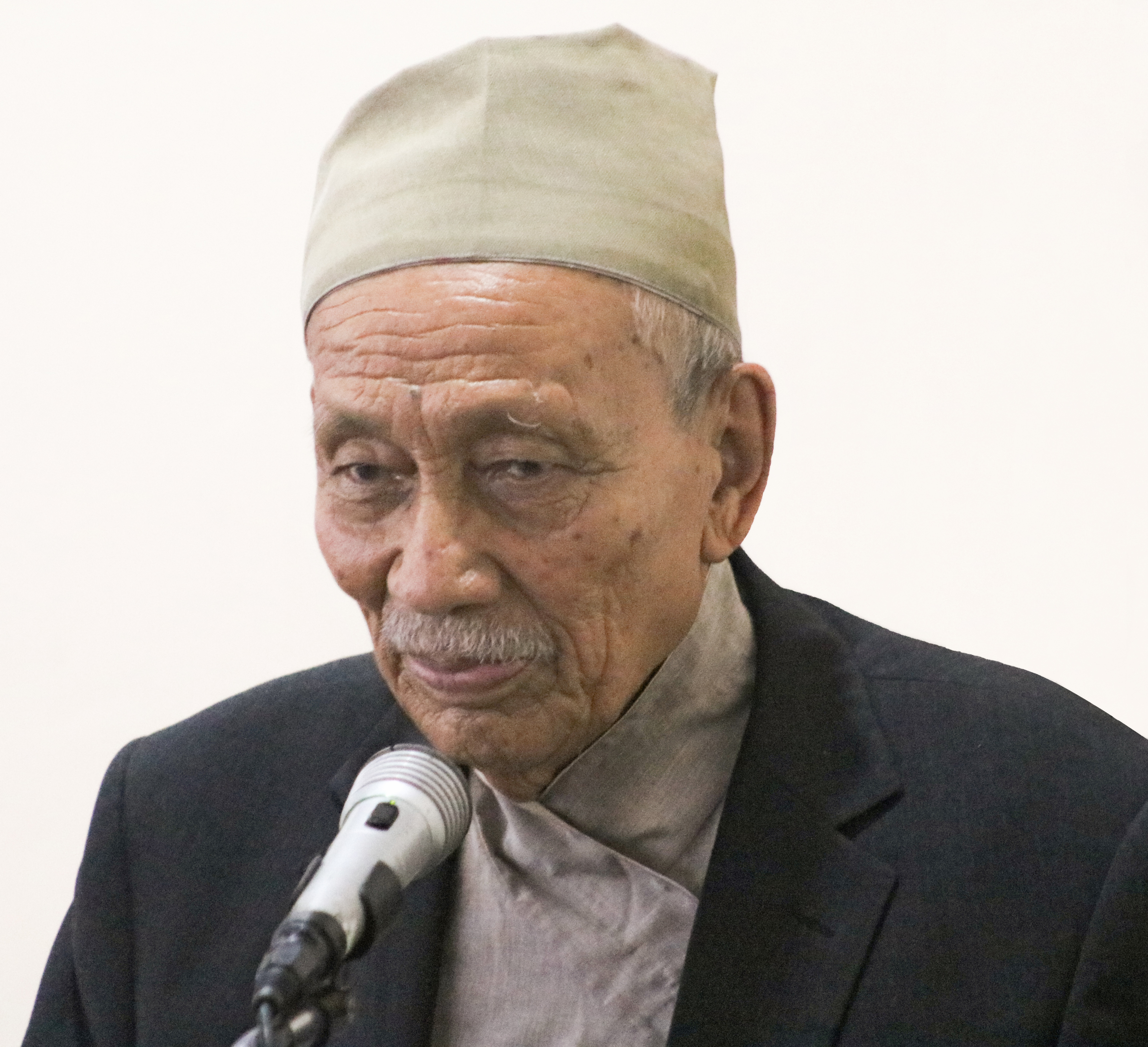
サチャ・モハン・ジョシ／10月16日没

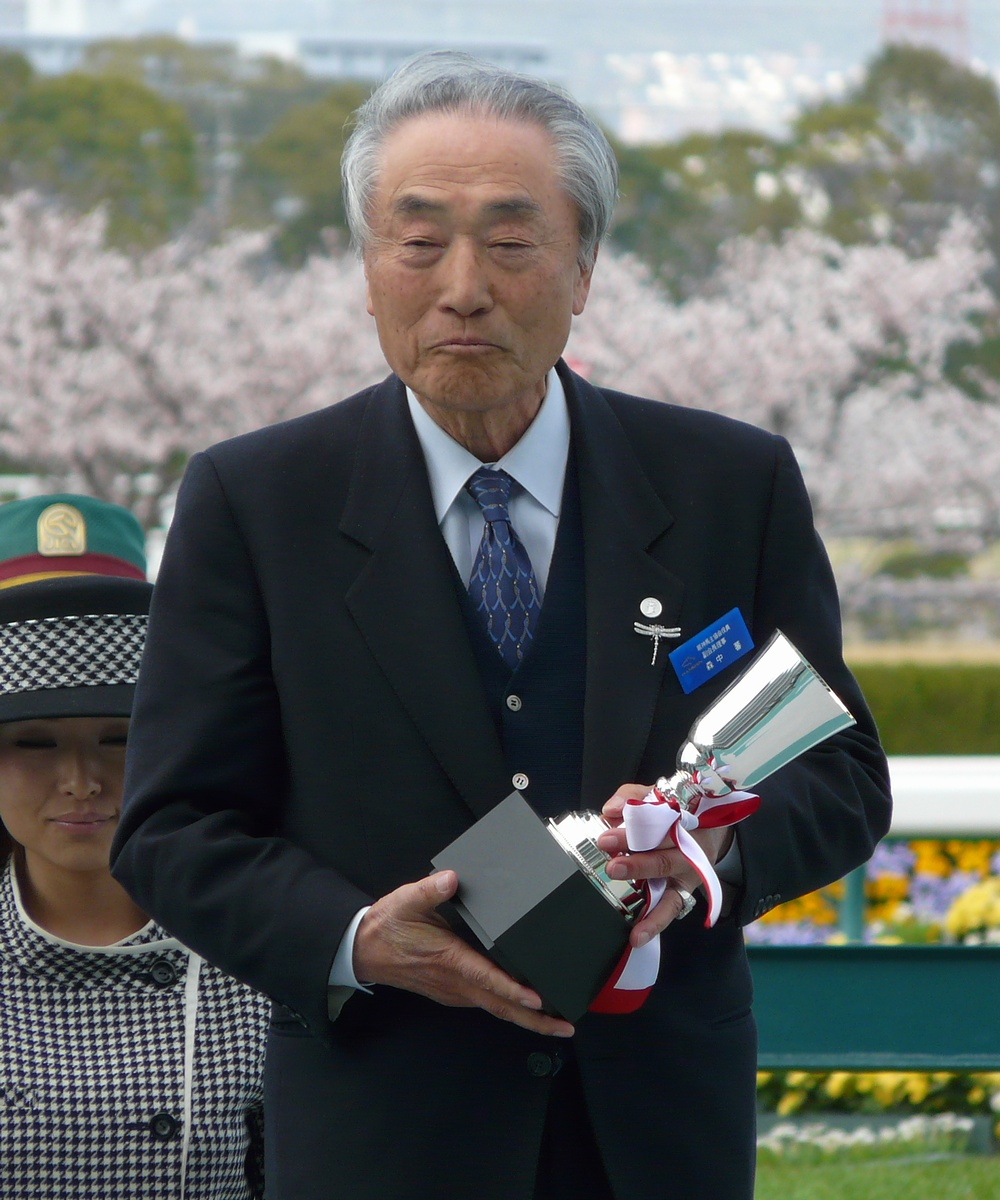
森中蕃／10月17日没

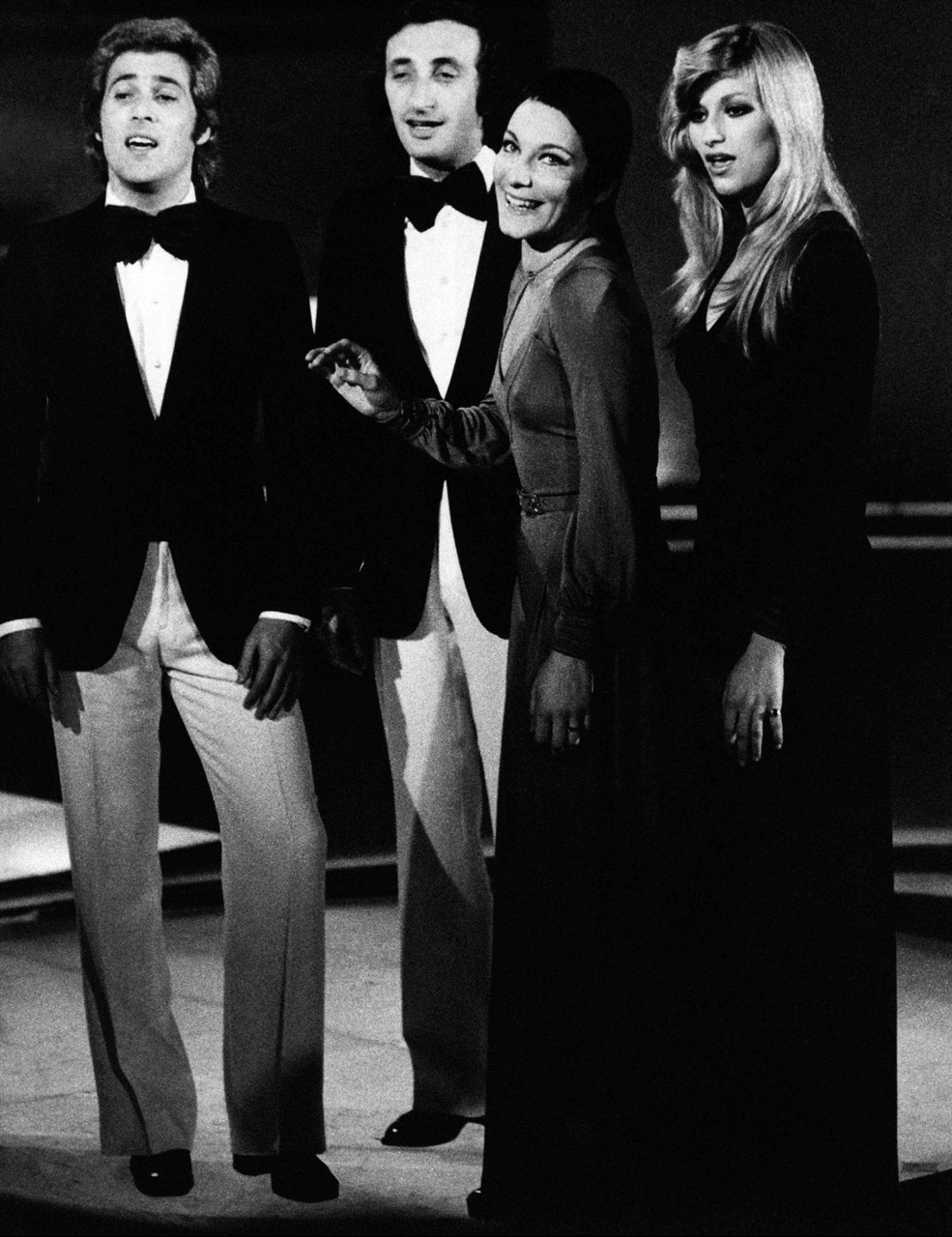
フランコ・ガッティ（左から2人目）／10月18日没

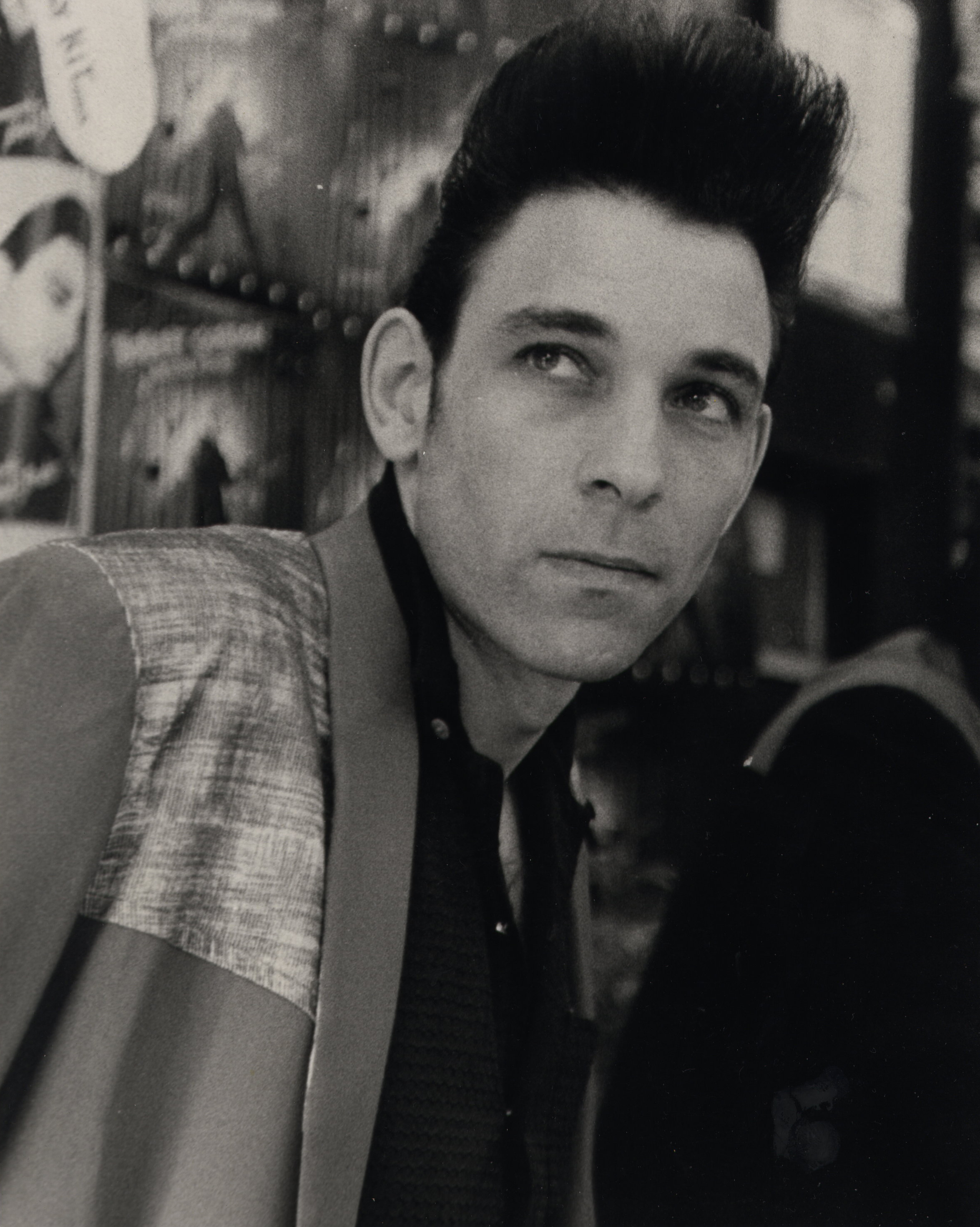
ロバート・ゴードン／10月18日没

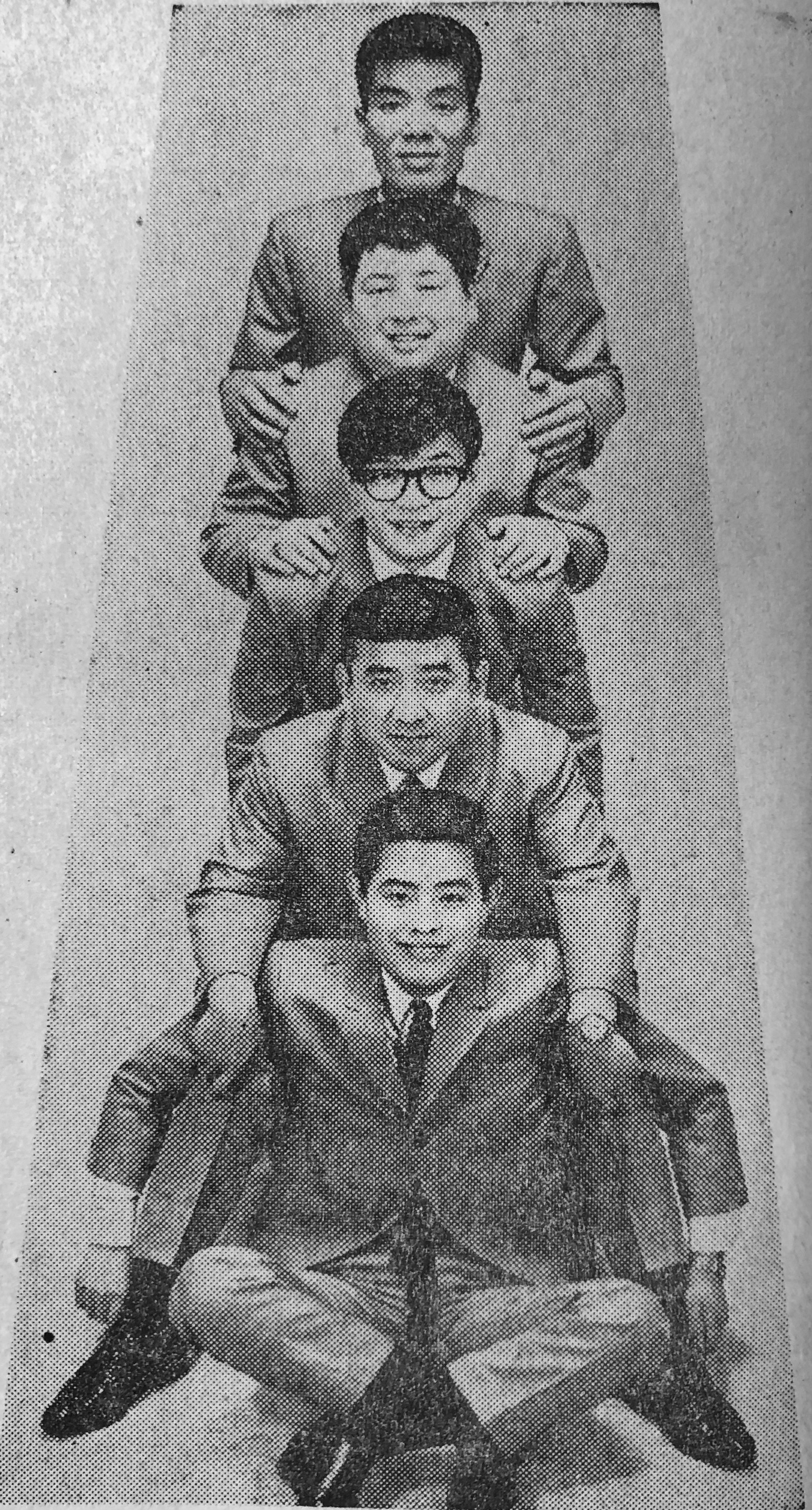
仲本工事（上から3人目）／10月19日没

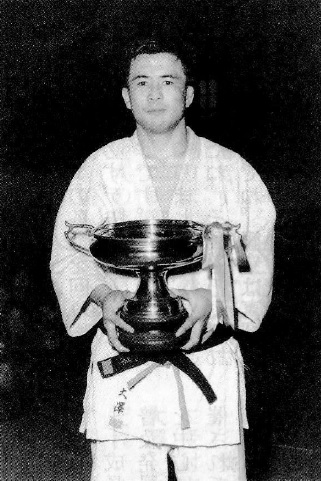
大澤慶己／10月21日没

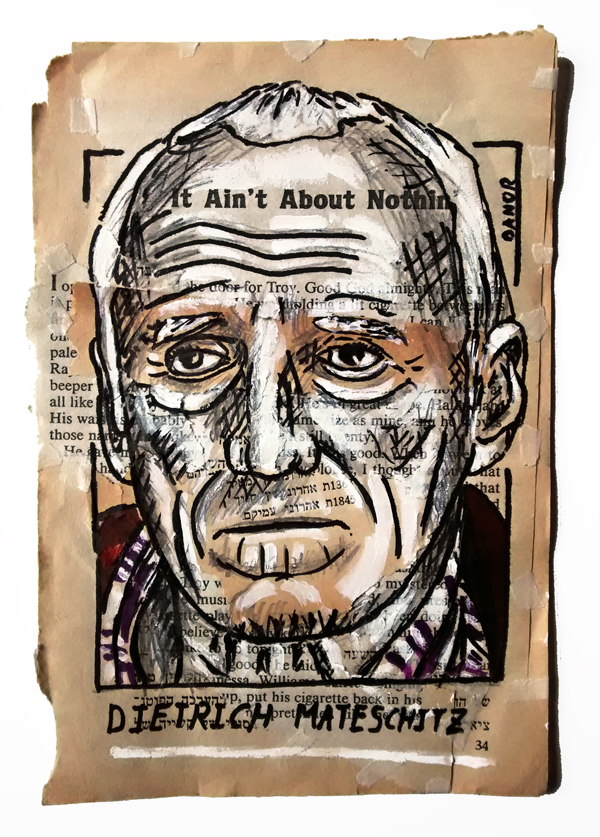
ディートリヒ・マテシッツ／10月22日没

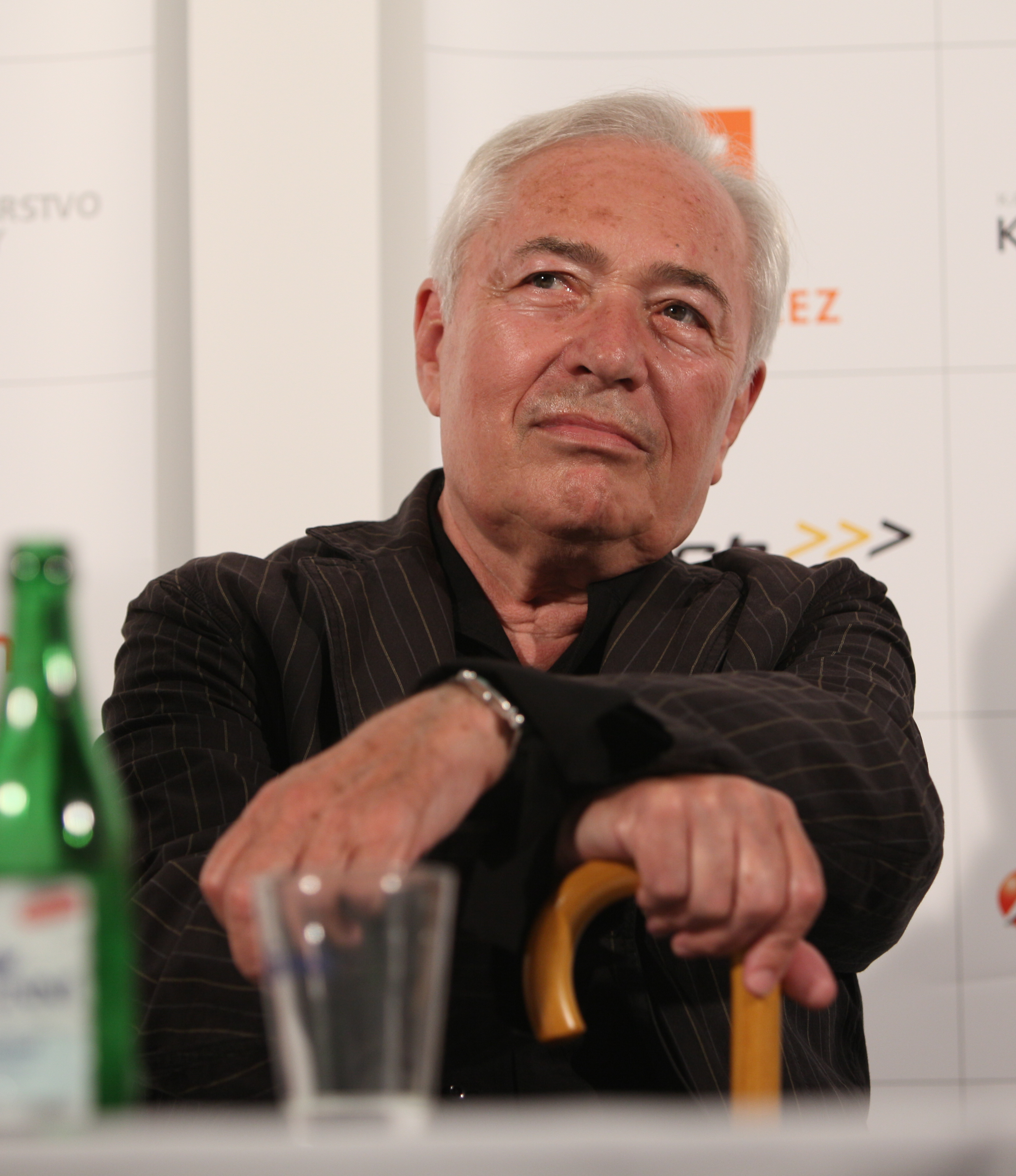
リボール・ペシェク／10月23日没

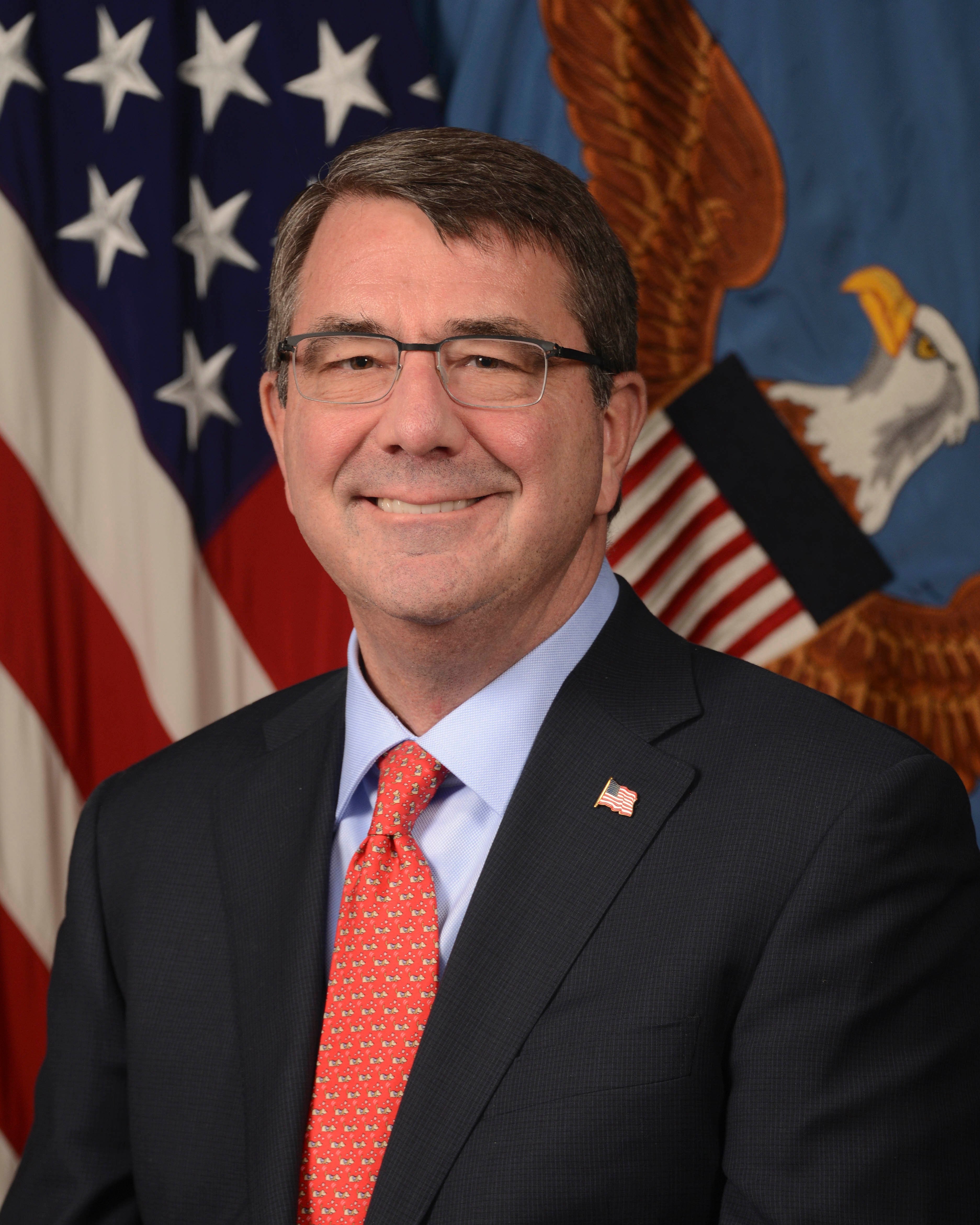
アシュトン・カーター／10月24日没

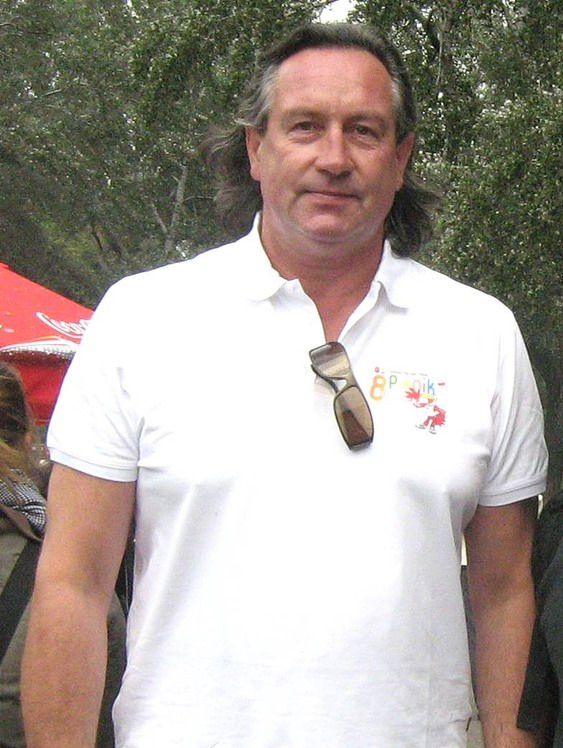
トマシュ・ボイトビッチ／10月24日没

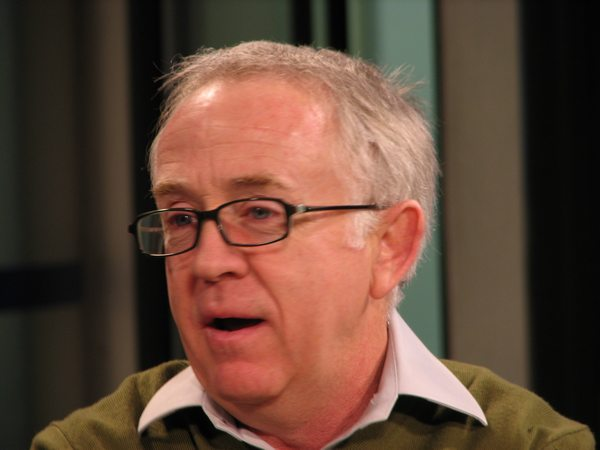
レスリー・ジョーダン／10月24日没

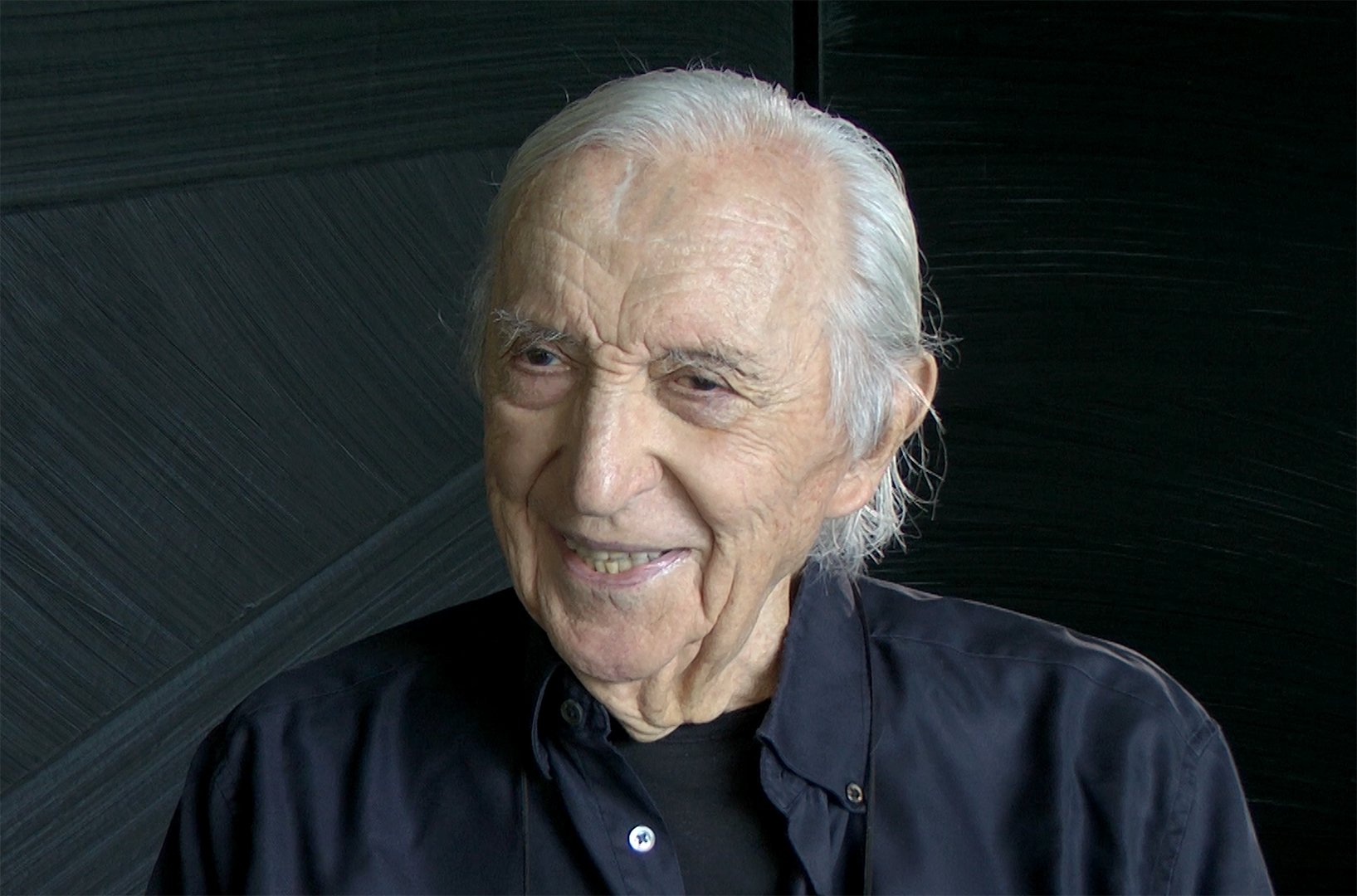
ピエール・スーラージュ／10月26日没

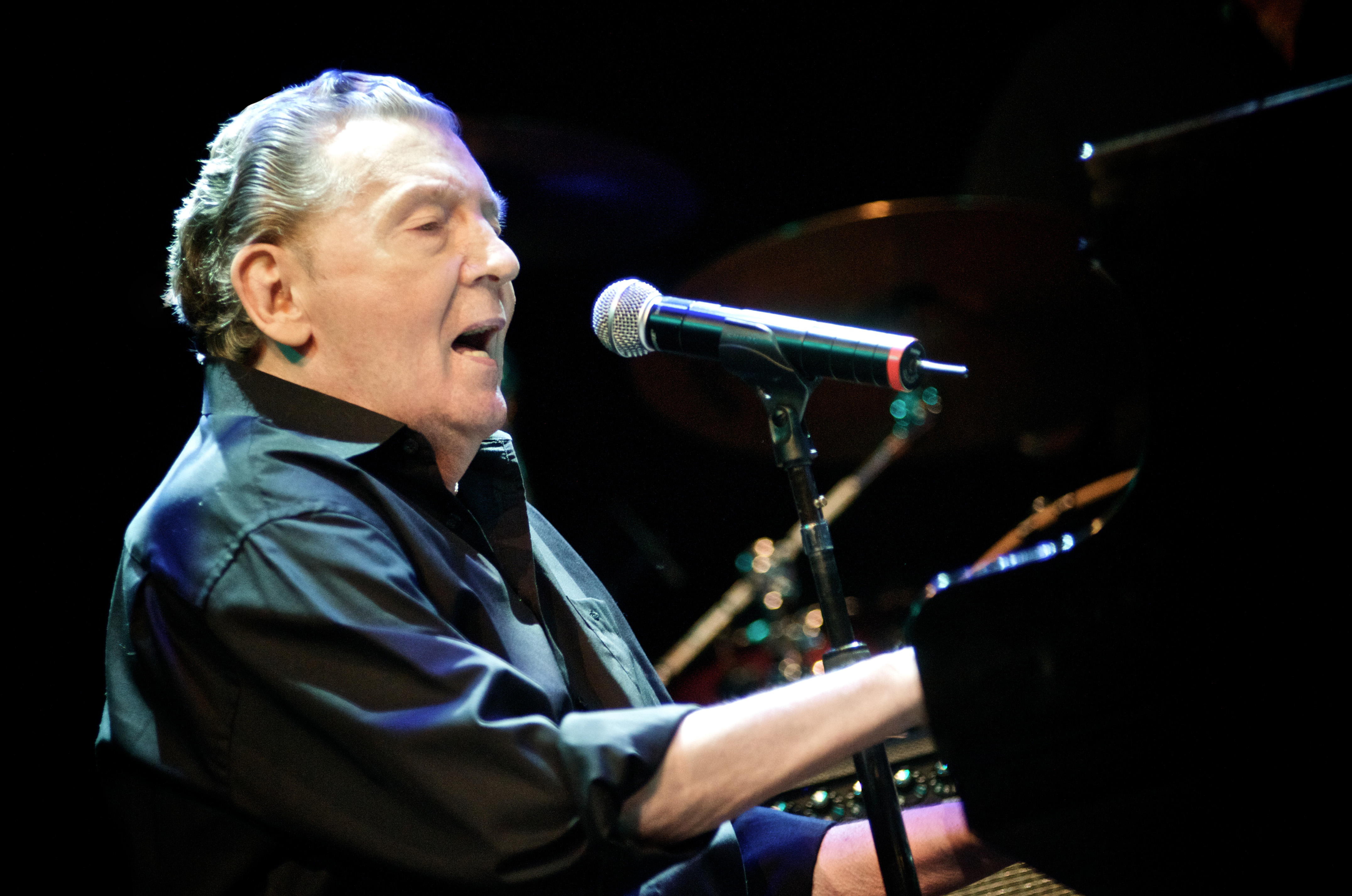
ジェリー・リー・ルイス／10月28日没

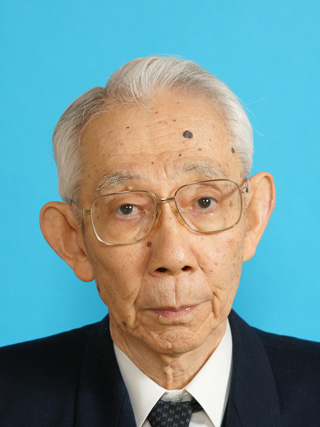
小宮隆太郎／10月31日没

- 10月16日 - サチャ・モハン・ジョシ、ネパールの作家、歴史学者、文化人類学者（* 1919年）[104]
- 10月16日 - ローデウェイク・ヴァンデンバーグ（英語版）、オランダ出身のアメリカ合衆国の化学技術者、宇宙飛行士（* 1932年）[105]
- 10月16日 - ヨゼフ・ソムル（英語版）、チェコの俳優（* 1934年）[106]
- 10月16日 - 横山弘、日本の中国文学研究者、奈良女子大学名誉教授（* 1938年）[107]
- 10月16日 - キャサリン・ダンカン＝ジョーンズ（英語版）、イギリスのウィリアム・シェイクスピア研究者（* 1941年）[108]
- 10月16日 - 永田稔、日本の映画館支配人。池袋・新文芸坐初代支配人、顧問（* 1941年）[109]
- 10月16日 - 片桐夕子、日本の俳優（* 1952年）[110]
- 10月17日 - 柴英三郎、日本の脚本家（* 1927年）[111]
- 10月17日 - 伊藤正昭、日本の映画プロデューサー（* 1931年）[112]
- 10月17日 - 森中蕃、日本の実業家、馬主、前光証券代表取締役会長、元大阪証券取引所取締役（* 1934年）[113]
- 10月17日 - マイケル・ポンティ、ドイツ出身のアメリカ合衆国のピアニスト（* 1937年）[114]
- 10月17日 - ユーリー・キリモフ（英語版）、ロシアの元ハンドボール選手、1976年モントリオールオリンピック金メダリスト（* 1940年）[115]
- 10月17日 - 石井冨士夫、日本の元プロゴルファー、元日本プロゴルフ協会会長（* 1940年）[116]
- 10月17日 - ユヌーシ・トゥーレ（英語版）、マリ共和国の政治家、元首相・国民議会議長（* 1941年）[117]
- 10月17日 - 池田憲章、日本の特撮研究家、映像評論家、フリーライター、編集者、プロデューサー（* 1955年） [118]
- 10月17日 - 鹿野司、日本のサイエンスライター（* 1959年）[119]
- 10月17日（訃報発表日） - ユーリイ・ケルパテンコ、ウクライナの指揮者（* 1976年）[120]
- 10月18日 - 三戸公、日本の経営学者、立教大学名誉教授（* 1921年）[121]
- 10月18日 - チャールズ・W・ダンカン・ジュニア（英語版）、アメリカ合衆国の実業家、政治家、元エネルギー長官、元ザ コカ・コーラ カンパニーCEO（* 1926年）[122]
- 10月18日 - オーレ・エレフゼーター（英語版）、ノルウェーの元クロスカントリースキー選手、1968年グルノーブルオリンピック4×10kmリレー・50km金メダリスト（* 1939年）[123]
- 10月18日 - フランコ・ガッティ、イタリアの歌手、ミュージシャン、リッキ・エ・ポーヴェリ元メンバー（* 1942年）[124]
- 10月18日 - 中村成子、日本の料理研究家（* 1942年）[125]
- 10月18日 - ロバート・ゴードン、アメリカ合衆国のロックシンガー（* 1947年）[126]
- 10月18日 - 桃山邑、日本の俳優、劇作家、演出家、水族館劇場座長（* 1958年）[127]
- 10月19日 - 永田竹丸、日本の漫画家（* 1934年）[128]
- 10月19日 - 酒本千恵子、日本の声楽家、ソプラノ歌手（* 1934年?）[129]
- 10月19日 - ジョアンナ・サイモン（英語版）、アメリカ合衆国のメゾソプラノ歌手（* 1936年）[130]
- 10月19日 - 仲本工事、日本のコメディアン、俳優、ミュージシャン、ザ・ドリフターズメンバー（* 1941年）[131]
- 10月19日 - ワルインゲ中山、ケニアの元男子プロボクサー（* 1945年）[132]
- 10月20日 - アントン・ドンチェフ（英語版）、ブルガリアの作家（* 1930年）[133]
- 10月20日 - ロン・マサク（英語版）、アメリカ合衆国の俳優（* 1936年）[134]
- 10月20日 - ルーシー・サイモン（英語版）、アメリカ合衆国の作曲家（* 1940年）[130]
- 10月21日 - 大澤慶己、日本の柔道家（講道館十段）、早稲田大学名誉教授（* 1926年）[135]
- 10月21日 - ロバート・ゴーディ、アメリカ合衆国のレコードレーベル運営者、俳優（* 1933年）[136]
- 10月21日 - 中西崇介、日本の実業家、前ナカニシ社長（* 1937年?）[137]
- 10月21日 - 三宅興子、日本の児童文学研究者、梅花女子大学名誉教授（* 1938年）[138]
- 10月21日 - 本名信行、日本の英語学者、青山学院大学名誉教授（* 1940年）[139]
- 10月21日 - ハリー・ホワイト、オーストラリアの元騎手、オーストラリア競馬殿堂（* 1944年）[140]
- 10月21日 - ライナー・シャラー（英語版）、ドイツの実業家、RSGグループ（ドイツ語版）CEO（* 1969年）[141][142]
- 10月21日 - 工藤壮人、日本のサッカー選手【柏レイソル、サンフレッチェ広島、レノファ山口FC、テゲバジャーロ宮崎所属】、元日本代表（* 1990年）[143]
- 10月22日 - 銭正英（中国語版）、中華人民共和国の水文学者、政治家、元中国人民政治協商会議全国委員会副主席（中国語版）、水利部長（* 1923年）[144]
- 10月22日 - 伊村德子、日本の陶芸家、人形作家（* 1936年?）[145]
- 10月22日 - ディートリヒ・マテシッツ、オーストリアの実業家、レッドブル共同創業者・オーナー（* 1944年）[146]
- 10月22日 - ロドニー・グラハム、カナダのアーティスト、音楽家（* 1949年）[147]
- 10月22日 - レシェック・エンゲルキング（英語版）、ポーランドの詩人、作家、翻訳家（* 1955年）[148]
- 10月23日 - アモウ・ハジ、イランの隠者（* 1928年）[149]
- 10月23日 - リボール・ペシェク、チェコの指揮者（* 1933年）[150]
- 10月23日 - ガリーナ・ピサレンコ（英語版）、ロシアのソプラノ歌手（* 1934年）[151]
- 10月23日 - マイケル・コプサ（英語版）、カナダの俳優、声優（* 1956年）[152]
- 10月23日 - アルシャド・シャリフ（英語版）、パキスタンのジャーナリスト（* 1973年）[153]
- 10月24日 - 川田忠樹、日本の橋梁研究者、川田テクノロジーズ相談役（* 1935年）[154]
- 10月24日 - 南直哉、日本の実業家、第9代東京電力社長（* 1935年）[155]
- 10月24日 - 保坂晃孝、日本の郷土史家（* 1942年）[156]
- 10月24日 - グレッグ・フィルビン、アメリカ合衆国のベーシスト、元REOスピードワゴンメンバー（* 1947年?）[157]
- 10月24日 - 井岡廣實、日本の書家（* 1952年?）[158]
- 10月24日 - トマシュ・ボイトビッチ、ポーランドの元男子バレーボール選手、1976年モントリオールオリンピック金メダリスト（* 1953年）[159]
- 10月24日 - アシュトン・カーター、アメリカ合衆国の政治家、物理学者、第30代国防副長官、第25代国防長官（* 1954年）[160]
- 10月24日 - レスリー・ジョーダン、アメリカ合衆国の俳優（* 1955年）[161]
- 10月24日 - 小川聡、日本の元陸上競技選手・指導者、前日本大学陸上競技部駅伝監督（* 1957年）[162]
- 10月25日 - 清水信次、日本の実業家、ライフコーポレーション創業者（* 1926年）[163]
- 10月25日 - 陳子福（中国語版）、台湾のイラストレーター（* 1926年）[164]
- 10月25日 - 中地宏、日本の公認会計士、元日本公認会計士協会会長（* 1932年）[165]
- 10月25日 - 我妻建治、日本の歴史学者、成城大学名誉教授、元成城大学学長（* 1933年）[166]
- 10月25日 - ゴードン・フィー、アメリカ合衆国の神学者（* 1934年）[167]
- 10月25日 - レオニー・フォーブス（英語版）、ジャマイカの女優（* 1937年）[168]
- 10月25日 - マイク・デイヴィス、アメリカ合衆国の批評家、都市社会学者（* 1946年）[169]
- 10月26日 - リア・オリゴーニ（英語版）、イタリアの歌手（* 1919年）[170]
- 10月26日 - ピエール・スーラージュ、フランスの画家、彫刻家、版画家（* 1919年）[171]
- 10月26日 - ブライアン・ロビンソン（英語版）、イギリスのロードレーサー（* 1930年）[172]
- 10月26日 - 土井共成、日本の実業家、元讀賣テレビ放送会長・社長・最高顧問（* 1930年）[173]
- 10月26日 - 小山修三、日本の文化人類学者、国立民族学博物館名誉教授（* 1939年）[174]
- 10月26日 - 徐永進（中国語版）、台湾の書家（* 1951年）[175]
- 10月26日 - ジュリー・パウエル（英語版）、アメリカ合衆国の作家（* 1973年）[176]
- 10月27日 - ジェラルド・スターン（英語版）、アメリカ合衆国の詩人（* 1925年）[177]
- 10月27日 - 友國八郎、日本の実業家、元大阪商船三井船舶（現商船三井）会長（* 1928年）[178]
- 10月27日 - 金宇満司、日本の映画・テレビドラマ撮影監督（* 1933年）[179]
- 10月27日 - 荒田耕治、日本の陶芸家（* 1938年）[180]
- 10月27日 - ジェラルディン・ハント（英語版）、アメリカ合衆国のR&Bシンガー（* 1945年）[181]
- 10月28日 - ハンネリ・ホースラル、ドイツ出身のイスラエル人看護師、ホロコースト生存者（* 1928年）[182]
- 10月28日 - ジェリー・リー・ルイス、アメリカ合衆国のロック歌手（* 1935年）[183]
- 10月28日 - ハーマン・デイリー、 アメリカ合衆国の生態経済学者、ジョージスト経済学者、メリーランド大学カレッジパーク校公共政策学部名誉教授（* 1938年）[184]
- 10月28日 - 矢吹申彦、日本のイラストレーター（* 1944年）[185]
- 10月28日 - 酒井くにお、日本の漫才師、漫才コンビ「酒井くにお・とおる」のメンバー（* 1948年）[186]
- 10月28日 - D・H・ペリグロ（英語版）、アメリカ合衆国のドラマー、デッド・ケネディーズメンバー（* 1959年）[187]
- 10月29日 - 入野禮子、日本の作曲家、入野賞基金代表（* 1936年）[188]
- 10月30日 - 荒川正昭、日本の内科医、新潟大学元学長（* 1936年）[189]
- 10月30日 - 山田久美子、日本の教育学者、至誠館大学名誉教授（* 1936年?）[190]
- 10月30日 - 桑山博之、日本の政治家、元岡山県津山市長（* 1941年?）[191]
- 10月30日 - 清水良英、日本の女優、声優（* 1943年）[192]
- 10月30日 - 金元雄、韓国の政治活動家、元政治家。元光復会会長、第14・16・17代国会議員（* 1944年）[193]
- 10月30日 - 聖悠紀、日本の漫画家（* 1949年）[194]
- 10月30日（ソウル梨泰院雑踏事故での犠牲者）
  - キム・ユナ、韓国のチアリーダー（* 1998年）[195]
  - イ・ジハン、韓国の俳優（* 1998年）[196]
- 10月31日 - 小宮隆太郎、日本の経済学者、東京大学名誉教授、青山学院大学名誉教授（* 1928年）[197]
- 10月31日 - アンドリュー・プライン（英語版）、アメリカ合衆国の俳優（* 1936年）[198]
- 10月31日 - 綿貫凜、日本の演劇プロデューサー、オフィスコットーネ代表（* 1964年）[199]